# タモリ
タモリ（1945年〈昭和20年〉8月22日 - ）は、日本のお笑いタレント、テレビ司会者、俳優。福岡県福岡市南区市崎出身。田辺エージェンシー所属。ビートたけし、明石家さんまと共に、日本の「お笑いBIG3」の一角を担う。本名は森田 一義（もりた かずよし）。
1982年から2014年まで『森田一義アワー 笑っていいとも!』、1987年から2025年現在まで『ミュージックステーション』で総合司会を務めており、それぞれ「同一司会者により最も多く放送された生バラエティー番組」、「同一司会者による生放送音楽番組の最長放送」としてギネス世界記録に認定されている。

## 略歴

### 生い立ち
太平洋戦争終戦から一週間後の1945年8月22日に福岡県福岡市に生まれる。本名の「一義」は、祖父が尊敬していたという政治家・田中義一から名前をもらおうとしたところ、上下の画数の差が大きく「頭でっかちな子供になる」という理由で上下ひっくり返して「一義」にしたもの。
本人曰く、幼少時代より大人びていて、言葉としては後で知るものの、「偽善」を理解していたと語っている。幼稚園入園時期が迫り、とある園に見学に行った際に「ギンギンギラギラ夕日が沈む（童謡『夕日』葛原しげる作詞・室崎琴月作曲）」を両手を回転させてお遊戯している園児らを見て、自分には出来ないと入園を拒否したというエピソードがある。
小学校入学に至るまで、毎日、一日中坂道に立って人間観察を行っていたことから坂道好きとなり、後に「日本坂道学会」を設立している。

### 少年時代
小学3年生のときの下校途中に電柱のワイヤに顔をぶつけ、針金の結び目が右目に突き刺さって失明。2か月休学して治療したものの、視力は戻らなかった。
小学5年生のころに予餞会で「喜劇カラス天狗」の台本を書いて披露。スポーツにも興味があり、野球をやっていた。ラグビーなどのスポーツ観戦にも関心があった。
小学生のころより、祖母から「今の内から男も料理ができるようにならないと、後々奥さんがいざと言うときに困るでしょ。私が料理をしている姿を見ていなさい」と言われて、毎日祖母が支度する姿を見ていたことをきっかけに料理を始める。このころのことを「小学生時代は、学校から帰ると暇でテレビゲームもなければ、習いごともなく、人を見ているか、坂道を見たり、船を見たり、（祖母の料理支度の見学は）暇つぶしにはもってこいだった」と述懐している。そのため、金銭面にも余裕がなかった学生時代に友人らと料理を作る際には、一人で大体の料理を作ったり、出汁の取り方まで全部覚えていたと語っている。
福岡市立高宮中学校時代には、近所にあった平尾バプテスト教会に通ったという。キリスト教に興味があったわけではなく、宣教師の身振り手振りや喋りが面白いからという理由であり、この経験が後に『笑っていいとも!特大号』で見せる「来日3年目の外国人牧師」等に生かされている。なお、このものまねにはモデルが存在し（当教会の宣教師、R.H.カルペッパー）、当教会関係者から見ても「確かによく似ている」そうである。
部活動は、主に剣道と陸上競技を行っており、陸上部で短距離200mを走っていた。
ちなみに福岡市立高宮中学校は、1958年当時全国で2番目のマンモス校であった。

### 学生時代
福岡県立筑紫丘高等学校へ入学し、剣道部と吹奏楽部を両立してトランペットを担当していた。アマチュア無線クラブにも入ってアマチュア無線技士の資格も取得していて個人の無線局JA6CSHも開局し、船の無線通信士にもあこがれた。さらに居合道場も通い、二段を取得した。一方でファンであった地元球団・西鉄ライオンズが身売りをしたため、野球への興味を失う。
高校卒業後、1年間の浪人生活を送る。大学浪人中はしばしば押入れに篭り、中国や韓国からのラジオ放送を長時間聴いていたことが、「4か国語マージャン」などの「インチキ外国語芸」へとつながった。また、座禅を組んで極度の瞑想に近い経験をしたこともある。
無線に興味があったため電気通信大学を目指したが、物理が克服できず、1965年に早稲田大学第二文学部西洋哲学専修へ入学。
早稲田大学ではモダン・ジャズ研究会に在籍し、高校時代から引き続きトランペットを担当。同期に増尾好秋、1年先輩には鈴木良雄らがいた。しかし、「マイルス・デイヴィスのラッパは泣いているが、お前のラッパは笑っている」などの批評を受け、トランペットは3日でやめてしまい、代わりにマネージャーと司会を担当することになった。この時期に付けられたニックネームが、森田をバンドマン読みとした「タモリ」である。
その後、学生バンドの司会としてTBSラジオの番組「大学対抗バンド合戦」に出演し、司会の大橋巨泉からその才能を認められている。
大学2年次5月の連休に、友人2人と旅行を計画し、学費用の仕送りを旅行用に一旦充てたが返済されず、自分の授業料の支払いが滞ることとなり、3年次に学費未納のため抹籍処分となった。

### 帰郷・山下洋輔との出会い
大学を抹籍処分になった後もモダン・ジャズ研究会のマネージャー役を続行し、バンドの司会などでかなりの収入を得ていた。しかし、間もなく叔父に福岡に引き戻され、朝日生命に3年近く保険外交員として勤務し、2歳年上の同僚の女性と結婚した。その後旅行会社に転職し、系列の大分県日田市のボウリング場支配人に転属となった。
1972年、渡辺貞夫の福岡でのコンサートスタッフに大学時代のジャズ仲間がいたことから、コンサート終了後、友人が泊まっていたホテルで終電がなくなる時間間近まで飲みながら話し込んでいた。いざ帰ろうと部屋から出た際、やけに騒がしい一室があり、半開きになっていたドアから中を覗くと、室内ではコンサートに同行していた山下洋輔トリオ（山下洋輔、中村誠一、森山威男）が歌舞伎の踊り、狂言、虚無僧ごっこなどで乱痴気騒ぎをしていた。そこに通りがかりのタモリが乱入し、中村誠一が被っていたゴミ箱を取り上げると、それを鼓にして歌舞伎の舞を踊り始めた。山下トリオの面々は「誰だこいつ?」と動揺するが、中村が機転を利かせてその非礼をデタラメ朝鮮語でなじると、タモリがそれより上手なデタラメ朝鮮語で切り返し、中村とのインチキ外国語の応酬に発展。表情を付けてデタラメなアフリカ語を話し始めた際には、山下は呼吸困難になるほど笑ったという。始発が出る時間まで共に騒ぎ、「モリタです」とだけ名乗って帰宅した。
「この男はジャズファンに違いない」と確信した山下は、福岡市内のジャズバーに「モリタという名前の男を知らないか」と片っ端から問い合わせた結果、「喫茶店の変人マスターでは?」という情報が入り、再会を果たすことになる。この時期タモリは転職して喫茶店のマスターとなっており、ウィンナ・コーヒーを注文すると、ウィンナーソーセージが入ったコーヒーを出すなど、地元では奇妙なマスターとして有名であった。再会後は、山下トリオが九州に赴く際の遊び仲間となり、山下のエッセイ等でしばしば取り上げられるようになった。
1975年の春、山下が行きつけの新宿ゴールデン街のバー「ジャックの豆の木」で、「山下がそんなに面白いと言うのなら一度見てみたい」と、タモリを上京させる機運が高まり、バーの常連（奥成達、高信太郎、長谷邦夫、山下洋輔、森山威男、坂田明、三上寛、長谷川法世、南伸坊ら）により「伝説の九州の男・森田を呼ぶ会」が結成され、会のカンパによって、1975年6月に上京を果たす。
上京時に開かれた独演会では、「4か国語麻雀」や「中国で作られたターザン映画に出演した大河内伝次郎演じる宇宙飛行士が、宇宙船の中で空気洩れに苦しんでいる様子」など、リクエストを含めた即興芸を披露した。

### 赤塚不二夫との出会い
福岡で生活しつつ、カンパの資金により月1回上京し「素人芸人」として即興芸を披露するという一種の二重生活を開始した。
8月初旬、ジャックの豆の木での独演会に、面白いことをやっている人間がいるという噂を聞きつけた赤塚不二夫が訪れ、その芸に心酔した赤塚は、8月末に生放送が決定していた自らの特別番組へ出演させることを決意する。
放送までまだ日数があったため福岡に帰ることを望んでいたが、「芸をもっと見たい。福岡に帰したくない」と考えた赤塚の、常人ではありえない発想の懇願方法（当時、赤塚が住んでいた4LDKのマンションや、保有するベンツのスポーツタイプなど、それら全てを自由に使っていい）を了承、赤塚宅での居候生活が始まった。さらに、赤塚から月に20〜30万円の小遣いが渡され、新宿の飲み屋で赤塚や山下らと馬鹿騒ぎしながらネタを作る日々を送ることとなる。
居候の秘訣は「卑屈になるな」であると、ことあるごとに語っているものの、家主（赤塚）は仕事場に寝泊まりしており、「居候」「居候生活」と言っているが、実質は貸与である。
マンションを譲ることになった赤塚は、仕事場のロッカーを倒し、それに布団を敷いて寝場所を確保するなど、侘しい生活を送ることとなる。着る服がなくなりやむなく一時帰宅した際に、探していた服をタモリが着ていたという笑い話がある。

### オフィス・ゴスミダ時代
タモリが赤塚宅で居候し、東京に居住することになったのと同時に、「ジャックの豆の木」のA子ママ（A子は匿名ではなく通称）を社長、山下洋輔を常務とするマネジメント事務所「オフィス・ゴスミダ」（「ゴスミダ」はタモリによる韓国語モノマネの1フレーズ）が設立され、所属タレントとなる。同事務所のマネジメントにより、前述の赤塚が出演させたかったバラエティ番組『マンガ大行進 赤塚不二夫ショー』（1975年8月30日、NETテレビ『土曜ショー』にて放送）で、テレビ番組初出演を果たす。放送ではインチキ牧師などのパフォーマンスを次々と披露したが、たまたま番組を見ていた黒柳徹子から「今の人、誰?すごいじゃない」とその夜のうちに問い合わせがあり、次いで『13時ショー』（『徹子の部屋』の前身番組、NETテレビ）の素人芸能コーナー「珍芸スターお笑い大行進」（コーナーMCはラビット関根）に、赤塚とともに2回目のテレビ番組出演をした。
京都大学の学園祭に、筒井康隆・高信太郎・山下洋輔とともに出演し、野坂昭如・日高敏隆などの文化人との出会いを果たすが、学園祭主催者と発生した金銭的なトラブルを機に「オフィス・ゴスミダ」は解散した。しかしこれを機に元々は山下洋輔と家族ぐるみの付き合いに等しかった筒井康隆の家に自身も神戸に足を伸ばして訪問したり、当時まだ小学低学年生であった筒井の子息である筒井伸輔にも強く慕われるほどの関係を築き80年代からの筒井原作の映画に多数出演等を果す事になる。
赤塚のテレビ特別番組に出演させるという当初の目的を達成した赤塚らは、次の目的を「タモリを芸能界入り（芸能事務所に所属）させる」に設定し、赤塚宅での居候生活は田辺エージェンシー入りする直前まで継続され、途中には妻も呼び寄せている。
赤塚らと飲み屋で騒ぐ中で、放送作家の高平哲郎らとも知り合うなど、芸能界的な人脈も増えていく。売り出すための算段などが練られて、「戦後最大の素人芸人」というキャッチフレーズが作られたり、浅井慎平がサイレント映画の大スター・ルドルフ・バレンチノ風にスタイリングしたアイパッチ姿をトレードマークとするなど、徐々にキャラクターが作り込まれていった。
特異な芸風から所属事務所が中々決まらなかったが、高平の紹介を受けて大手芸能プロダクション・田辺エージェンシーと契約を結ぶ。大恩人ともいえる社長の田邊昭知とは、後に親友になっている。
なお、芸能界入りする際、4つの戒律を自らに掲げたという。
1. 誰の弟子にもならない
2. 組織には属さない
3. 頭をなるべくさげずにカネをもうける
4. 色紙にサインをするときは、名前の横に添えるモットーのようなものは持たない

### 田辺エージェンシー所属後
1976年4月、東京12チャンネルの『空飛ぶモンティ・パイソン』で、正式なメディアデビューを果たす。その後、バラエティ番組『金曜10時!うわさのチャンネル!!』（日本テレビ系列）にもレギュラー出演が決まるが、この時期は「タモリ専用のコーナー」で密室芸をするという形が取られていた。30歳で芸能界入りした為、ビートたけし、笑福亭鶴瓶、明石家さんまなどは年齢が下であるが先輩になる。
当時の芸は、イグアナの形態模写に代表される体芸、衒学性を揶揄した中洲産業大学教授、デタラメ言語「ハナモゲラ」など、他の芸人とは一線を画しており、テレビ的にはキワモノ芸人的存在と考えられていた。本人は、イグアナの形態模写と称してブリーフ一枚で芸を行う等キワモノとして扱われていた当時を「今で言えば江頭2:50が出てきた様なもので、江頭よりもっと気持ち悪がられていた」と評している。
同年10月からは、『オールナイトニッポン』（ニッポン放送）でパーソナリティを務めるようになり、徐々にマニアックな層からの支持を集めていく。また、この頃、山下洋輔主催の全日本冷し中華愛好会に参加した。
1977年には、赤塚不二夫、滝大作、高平哲郎らと「面白グループ」を結成。週3回以上の宴会を催し、その成果を何らかの方法で発表することを目的にした団体であり、まもなく、坂田明、内藤陳、小松政夫、団しん也、たこ八郎、三上寛、研ナオコ、柄本明、所ジョージ、アルフィー、劇団東京ヴォードヴィルショー（一部メンバー）も参加。ビートたけしも参加しようとしていたが、たけしはタモリの芸風を嫌ってすぐに脱退したという。
なお、同年10月29日、面白グループ旗揚げ公演として、渋谷公会堂で「輝け!第一回いたいけ祭り」という、タモリや赤塚の「宴会芸」を見せるイベントを行う。
1979年には、赤塚が企画した映画『下落合焼とりムービー』に出演。また、1981年には、面白グループ名義で、当時ヒットしていた女子大生2人が執筆した書籍『ANO・ANO（アノアノ）』のパロディ本、『SONO・SONO（ソノソノ）』を刊行するなどしていた。
1980年からは、芸能生活僅か5年のキャリアで、お笑いオーディション番組「お笑いスター誕生!!」に、審査員として出演し若手芸人を講評していた。同番組に出場したとんねるずに対して、タモリ、赤塚以外の審査員らにはとんねるずの芸は不評であったが、2人のみが「何か良いんじゃないか」と高評価であったと後年とんねるずは語り、それ以前から尊敬していたがさらに崇拝度合いが増したと語っている。

### 1980年代
1980年代に入ってからは、密室芸の披露の場を減らし、『ばらえてい テレビファソラシド』（NHK）、深夜バラエティ番組『今夜は最高!』（日本テレビ系列）などで、知性的な部分を前面に打ち出すようになり、ファン層を拡大していく。ただし、当時は下ネタ発言が多く、夜の番組の芸人というイメージが強かった。
その一方で1980年10月からニッポン放送において、夕刻のナイターオフシーズン放送として主婦向けトークバラエティー「だんとつタモリ おもしろ大放送!」が放送開始。主婦向けに夜の生活秘話などのきわどいトークで人気を集めるようになった。この番組がきっかけになり、1982年、当時フジテレビのプロデューサーであった横澤彪が、「夜の顔を昼に」とタモリを昼の帯番組に起用するという荒業に出る。『森田一義アワー 笑っていいとも!』・『笑っていいとも!増刊号』（フジテレビ系列）は開始当初こそ視聴率が低迷したものの、間もなく人気となり、2014年3月31日の放送終了まで31年半続く長寿番組となった。
また、深夜番組向けであるタモリ本来の芸風を崩さない目的で、所属する田辺エージェンシーが制作に加わる深夜番組『タモリ倶楽部』（テレビ朝日系列）が放送開始され、2023年4月1日の放送終了まで41年続く長寿番組となった。
『いいとも』で司会術を磨き、1983年には芸能生活たった8年のキャリアで『第34回NHK紅白歌合戦』（NHK総合テレビジョン）の総合司会を務めることになる。NHKアナウンサー以外が「紅白歌合戦」の総合司会を務めるのは史上初という異例の起用であった。また、1987年4月3日からは音楽番組『ミュージックステーション』（テレビ朝日系列）の総合司会を関口宏から引き継ぎ、2017年には30周年を迎えた。

### 1990年代
1990年代以降は、趣味や知識（本人曰く「広く浅く」）を前面に打ち出すようになり、『タモリ倶楽部』の他にも、『タモリの音楽は世界だ!』（テレビ東京系列）、『タモリのボキャブラ天国』『タモリのジャポニカロゴス』（フジテレビ系列）などの冠番組を持った。

### 2000年代
2001年11月5日、友人とゴルフ中、友人の打ったゴルフボールが頭部に当たり、左こめかみ付近を負傷し、15日まで検査入院した。期間中は生放送番組である『いいとも』と『ミュージックステーション』の両番組を欠席し、『いいとも』は各曜日レギュラーが、『ミュージックステーション』はアシスタントの武内絵美アナウンサーとKinKi Kidsら当日のゲストが曲順ごとに輪番制で総合司会代行を務めた。
2002年4月5日、『笑っていいとも!』が放送5,000回を達成。「生放送単独司会世界最高記録」としてギネスブックに登録された。
2002年4月〜翌年3月、「TVガイド」創刊40周年のCMに出演。タモリがインチキ外国語を喋るCMで、中国・フランス・ドイツ語バージョンと、韓国・ロシア・イタリア語バージョンが作られた。
2002年5月、『タモリ倶楽部』内企画「プロジェクトSEX 性の挑戦者たち〜シリコンの女神を創った男達」が平成13年度 第39回ギャラクシー賞奨励賞を受賞。
2002年8月、23年間マネージャーを務めた前田猛が急性くも膜下出血のため死去。田辺エージェンシー社長の田邊昭知と共に葬儀委員長を務めた。
2004年10月16日、「TOKYO1週間」での連載「TOKYO坂道美学デートNAVI入門」をまとめた書籍『TOKYO坂道美学入門』が発売された。
2006年1月3日、短編映画『やどさがし』公開。三鷹の森ジブリ美術館でのみ上映されている約12分の短編アニメーションで、タモリはすべての効果音や擬音を声で演じた。
2007年2月、鈴木良雄・伊藤潔・五野洋ら共に、ジャズレーベル「ONEレーベル」を設立。「ONE」は「一義」から取られたもの。5月16日に「ONEレーベル」から第1弾CDとして、鈴木良雄トリオの「For You」を発売。12月5日には、第2弾CDとして鈴木良雄率いるBASS TALKの『Love Letter』が発売された。
2007年6月5日、TOYOTAエコWEBマガジン「あしたのハーモニー」が創刊し、編集長を務めた。
2007年9月8日、木村拓哉から直々のオファーを受け、『HERO』に出演。
2007年11月26日、ライブ「中洲産業大学&ほぼ日刊イトイ新聞 presents 『はじめてのJAZZ2 ヒストリーもたのしみなりー!』」（昭和女子大学 人見記念講堂）が開催され、20数年ぶりに中州産業大学・タモリ教授のジャズ講座が復活した。
2008年2月24日、『ANN』40周年記念番組『俺たちのオールナイトニッポン40時間スペシャル』の中で『タモリのオールナイトニッポン』を放送した。
2008年8月2日、赤塚不二夫が肺炎のため死去。7日の告別式ではタモリが生涯で初めて弔辞を読み「私もあなたの数多くの作品のひとつです」と語った。この弔辞は9月刊行の『文藝春秋』（10月号）に全文が掲載された。
マリーナメンバーの高齢化を危惧し、若い世代をヨット界に集めようと、ヨットレース「タモリカップ」を2008年から、ヤマハマリーナ沼津にて開催した。

### 2010年代
2010年4月9日、第2回伊丹十三賞受賞。「テレビというメディアに『タモリ』としか名づけようのないメディアを持ち込み、独自の話芸と存在感を発揮する稀な才能」と評価された。
2011年10月10日放送の『タモリ・中居の手ぶらでイイのに…!?〜 ドラマチック・リビングルーム〜 』が、第49回ギャラクシー奨励賞を受賞。
2012年7月21日から22日にかけて生放送された『FNS27時間テレビ笑っていいとも！真夏の超団結特大号!! 徹夜でがんばっちゃってもいいかな？』では『いいとも』放送30周年を記念し、89年の第3回目以来の総合司会を務めた。
2013年5月、『タモリ倶楽部』が第50回ギャラクシー賞テレビ部門特別賞を受賞。
2014年3月21日、『いいとも!』のコーナー「テレフォンショッキング」に、現役首相として初めて安倍晋三が出演。新聞の首相動静欄に「タモリと会食」と載せたいタモリの要望により、一緒にイチゴを食べるが、翌日、新聞各紙は「会食」に触れず、朝日新聞は「試食」と表現した。
2014年3月31日、『笑っていいとも!』が最終回を迎える。1982年10月4日から続いてきた全8,054回の当番組は、『生放送バラエティー番組 単独司会最多記録』として、ギネス記録に認定された。
2014年9月、サントリー「プレミアムボス」宇宙人ジョーンズシリーズの新CMに出演。『笑っていいとも!』のテレフォンショッキングを模したスタイルおよびスタジオセットで、イグアナのモノマネなどを披露した。CMのコピーは「この惑星のテレビはタモリがいないと寂しい」。
2014年10月15日、授賞理由は「独自の視点を持つ数多いテレビ番組の『顔』として、日本の笑いを革新した」ことが評価され、第62回菊池寛賞を受賞した。
2014年12月31日、『第65回NHK紅白歌合戦』に審査員として、総合司会を務めた第34回以来、31年ぶりに出演。
2016年、日本テレビ系列スペシャルドラマ『天才バカボン』の主題歌を担当。
2016年6月、一般社団法人めぐろ観光まちづくり協会の名誉会長に就任。
2016年12月19日、『SMAP×SMAP』内企画『ビストロSMAP』の最終回に、最後のゲストとして出演。実食のコーナーでは、中居の提案とタモリの発声で、タモリとSMAPの6人皆で食事を楽しんだ。勝負の判定で、タモリは「最終回だから判定はしない」「どっちも美味しかった」「人生で判定なんかどうでもいいこと」として、判定なしとした。また、勝者へのプレゼントでは、SMAPメンバー5人分を用意し、星型のオブジェにSMAP×SMAPのロゴと、メンバーの名前、タモリの名前が入った小物を贈った。
2018年7月19日に発売された週刊新潮2018年7月26日号において、脚本家の中園ミホとの不倫密会が報道された。しかし、所属事務所の田辺エージェンシーは報道を否定した。
2018年10月1日、福岡県うきは市出身の妻の縁で、うきは市の「ふるさと大使」に就任。任期は2020年6月末まで。

## 人物

### 愛称
多くの芸能人から「タモリさん」「タモさん」と呼ばれる。赤塚不二夫、大橋巨泉、山下洋輔などからは「タモリ」、藤子不二雄Aからは「タモリ氏」、和田アキ子や小松政夫、愛川欽也などからは「タモちゃん」と呼ばれる。中居正広からは稀に「森田さん」と呼ばれる。

### 風貌
オールバックの髪型、サングラスがトレードマークである。上京してデビューした頃は、普通のメガネに七三分けという真面目なサラリーマンそのものの風貌であり、中洲産業大学教授を演じるときのみボサボサの髪型にしていたが、「顔に特徴がない」との理由で浅井慎平によるアイパッチをつけたキャラクターでデビューし、『空飛ぶモンティ・パイソン』の収録時に高平哲郎から「素顔では迫力がないから」との理由でレイバンのサングラスをかけさせられた。
初期はサングラスとアイパッチを併用し、1977年3月より放映された初のCM出演となるキヤノンのテレビCMに整髪料で固めた真ん中分けの髪型で出演し、撮影終了後そのまま帰宅し、翌日同じ髪型で仕事に行って以来、この髪型で通すこととなった。
『笑っていいとも!』では、開始当初は七三分けにアイビールックの姿で出演していた。

### 家族・親族
- 妻は2歳年上の一般人で、彼自身の個人事務所の社長を務めている。OL時代に保険外交員のタモリと知り合い、1970年に結婚[46]。1981年に行われた所ジョージの仲人を務め、結婚披露宴に出席した以外は、表舞台にほとんど登場しない。親交のある元ニッポン放送でフリーアナウンサーの上柳昌彦は「タモリの夫人ということで、いろいろ考えられるかもしれませんが、至って普通の人」と語り、「話さないのは奥様が至って普通で面白くないからでは?」と分析する。タモリ曰く「自宅に仕事とセックスは持ちこまない。仕事に家庭は持ちこまない」が信条とし、表舞台で妻の話はほとんどしない。妻は芸能界嫌い（このためタモリの仕事にも立ち入りせず、仕事で帰りが遅くなっても不満がらない）で口数は少なく、ブランド物にも無頓着だという。一方、朝5時半に起床し家事をしっかりこなす妻のお陰もあり、タモリは『いいとも!』に遅刻をしなかった。自身が多忙であるため、妻と一緒に居ることは少なかったが、2010年頃より週末に国内旅行を共に行うようになった。妻と世界一周旅行をすることが夢と語っている[47]。なお、妻との間に子どもをもうけなかった理由について、「自分が子どもなので親父になる責任が持てなかった」と述べている[48]。
- 祖父・父とも満州からの引き揚げ者で、共に南満州鉄道に所属し、祖父は火連寨駅や熊岳城駅の駅長を務め、父は満鉄の経理部に勤務した[49]。日本に引き揚げ後は、最初は洋服の卸しをしたが、その後父は三光汽船に勤務した[49]。母親は3度結婚し、子どもを6人もうけた。祖父母に預けられて育ったため、父親とはあまり面会の機会がなく、良い印象も持っていない[50]。しかしながら福岡市内の国道202号線に架設されている橋の名称が父と同名であることから、2022年4月の橋架替工事竣工および開通の際にはタモリが橋名板に揮毫し、敷設された[51]。
- 著名な親族として、遠戚ながら伊佐山ひろ子（女優、作家）がいる。伊佐山はタモリとの関係について「祖母の妹の夫の甥」と説明したことがある[注 5]が、2人とも何度も問われるので次第に面倒臭くなり、ついにお互い「いとこ」で通すことにしたという。

### エピソード
- 『いいとも』終了により多くの友人たちから旅行などの誘いを受けているが、当分は夫婦の時間を大切にする意向を示している。これは、妻が両親の介護の必要性から、実家の福岡と東京を往復する生活を長年続け、彼女自身も高齢となったため2012年頃より体調を崩すことが多くなったことが影響していると言われる[52]。
- 2014年3月17日放送分の『いいとも!』内「タモリ名言珍言の真意を本人に聞くSP」では、勝俣州和が「気取った料理を気取って食わせる料理人はバカ」という名言を紹介した際に、「いい料理人はまず居心地を大切にしてお客を感動させて帰す。店の主役は料理人じゃない。お客さん!」という真意を述べたものだと語った[53]。
- 2014年7月27日放送の『FNS27時間テレビ』内で『いいとも!』の後継番組『バイキング』に対し、「リビングで通りすがりに観た位。意識的には未だに観てないね。全く気にならない」と語った[54]。
- 2008年 - 2018年にかけ、自身の名を冠したヨットレースである「タモリカップ」を開催していた[55]。2008年から2012年にかけては自らのヨットがあるヤマハマリーナ沼津で、2013年は横浜・福岡の2か所で開催（ただし横浜・福岡ともレースは荒天のため中止）、横浜で192艇・福岡で84艇ものエントリーを集め、国内最大級のヨットレースに成長した。2016年の9月20日の開催予定であった宮城県での大会は、同県内で嵐が大規模なライブを同日開催予定しており、ファンが宮城県内と周辺のほとんどの宿泊施設を押さえて軒並み満室にしてしまったため、100人に及ぶ大会参加者や関係者の宿泊施設が確保できなくなり、中止を余儀なくされたと報道された[注 6][56][57]。後日、嵐のメンバーが直接タモリに謝罪した[58]。
  - 2020年東京オリンピックの開催準備等でマリーナの使用が難しいこと、また「10年のいい区切り」という理由もあり、2018年を最後にタモリカップは終了した[59]。
- 『水曜日のダウンタウン』で2017年、2022年、2023年の3度調査されている「日本人知名度ランキング」[注 7]では、現職の総理大臣などを抑えて、3回とも堂々の第1位[注 8]になっている[60][61][62]。

### 音楽
ジャズをこよなく愛し、所有レコードも数多く、植草甚一の死後に、散逸を防ぐためにその膨大なレコードコレクションをすべて引き取ったことでも知られる。新宿ジャズスポット「J」を経営する株式会社ノースウエストエンタープライズの取締役を務め、また奏者としては、各種セッションへの参加は勿論、テレビの場でもトランペットを度々演奏している。他方、「意味性」のある音楽については苦手としており、自身は数多くの音楽番組の司会を長年務めているものの、ポップスなどのミュージシャンについての言及はほとんどない。例外として、Pen 2020年5月1・15日合併号『井上陽水が聴きたくて。』に登場し友人関係にある井上陽水の楽曲について語ったり、小沢健二に「いいと思う歌詞は小沢くんだけ」と述べたり、「盆ギリ恋歌」「ヨシ子さん」「悪戯されて」などのサザンオールスターズ及び桑田佳祐の楽曲を絶賛するなど、自身が気に入った曲に関しては感想を述べる事もある。
カラオケはあまり得意ではないといい、「人生で一度ぐらいしかカラオケに行った事が無い」「行っても君が代ぐらいしか歌えない」と語っている。

### 交友関係
赤塚不二夫の死
2008年8月2日、タモリの才能を見抜き、自宅マンションに住まわせて公私ともにめんどうを見た赤塚不二夫が死去。2日後に事務所を通じて追悼のコメントを発表し、「物心両面の援助は肉親以上のものでした」と赤塚の死を悼み、感謝の言葉も載せた。
同年8月6日の赤塚の通夜、および8月7日の葬儀・告別式に参列。告別式では「私もあなたの数多くの作品の一つです」との弔辞を読み上げた。この弔辞は7分56秒にも及ぶものであり、手にしていた紙を何度も見ながら時折涙声で読んでいたが、実際にはその紙は全くの「白紙」で、勧進帳のごとく、何も書いていなかった。
弔辞の担当は、赤塚同様昵懇の間柄である葬儀委員長の藤子不二雄Aから直に依頼を受けたもので、横澤彪によると、後日行われた『いいとも!』スタッフの通夜で会っており、横澤が尋ねると、この事実を認め、前夜に書こうとしたがめんどうになったので勧進帳のギャグをやることにしたとのこと。ちなみにオチは「自分のマネージャの名前がトガシ」だから（詳細は『勧進帳』、および『安宅』の項をそれぞれ参照）。
プロデューサー・横澤彪
2011年1月8日、タモリを『いいとも』に起用し、お笑いBIG3を積極的に起用し人気者に押し上げた、元フジテレビプロデューサーの横澤が肺炎のために亡くなった際、「夜の番組しか出演出来ないと言われていた私をいきなり昼の真ん中に起用してくれました。私自身は昼も夜も意識したことはありませんでしたが、私で大丈夫なのかと不安でした。『笑っていいとも!』は今秋30周年を迎えます。大変お世話になりました」とコメントを寄せ、恩人の死を悼んだ。葬式や通夜には参列しなかったが、1月12日に横澤の自宅を弔問した。
黒柳徹子
『マンガ大行進 赤塚不二夫ショー』のテレビ初出演時にラブコールを送り、知名度を上げるきっかけを作った。『徹子の部屋』には、1977年に8月11日に初出演、39回出演し、1978年から2013年まで36年間、毎年年末最後の放送に出演するのが恒例となっていた。
井上陽水
同郷福岡の親友。『いいとも!』終了前に、オリジナル曲『タモリに贈る詩』を贈った。
とんねるずの石橋貴明と共にタモリの家でお酒を飲んだ際に、タモリの振舞ったごぼ天うどんを吐いてしまったエピソードが度々披露されている。
桑田佳祐（サザンオールスターズ）
1981年4月に『今夜は最高!』の第2回に桑田はゲストとして出演し、その中でのトークコーナーでタモリは「歌詞はわかんない、わかんないからこういうのがいいなあって思ったね」と当時のサザンの音楽性を絶賛した。同年5月に発表されたタモリのアルバム『ラジカル・ヒステリー・ツアー』に桑田は「狂い咲きフライデイ・ナイト」「スタンダード・ウイスキー・ボンボン」の2曲を提供している。
1988年6月からサザンおよび桑田は『ミュージックステーション』に度々ゲストとして出演し新曲を披露するようになった。
桑田自身タモリが得意とするインチキ外国語芸の影響を少なからず受けており、「マイ・フェラ・レディ」「パリの痴話喧嘩」などの楽曲が制作された。
タモリの話によるとデビュー前の桑田とおぼしき学生がサインをもらいに『タモリのオールナイトニッポン』の出待ちをしていた事が示唆されているが、未だに真相を桑田本人に聞けていないと語っている。
桑田が2016年に発表した楽曲「メンチカツ・ブルース」にタモリの名前が登場している。タモリ本人は歌詞を知った際には笑顔で「ありがたいですね、これは」とコメントした。
とんねるず
デビュー以前からタモリを崇拝しており、芸能界入りを決めた契機は、素人時代に出演したお笑いスター誕生（日本テレビ）で、他の審査員には当時革新的であったネタは受け入れられなかったが、審査員であった赤塚とともに、「なんかわけわかんないけど、お前等は面白い」と絶賛されたことであったと、事あるごとに語っている。
また、タモリのオールナイトニッポンを見学に行った際は少し話し、なんかおごったりしてくれるだろうと考えていたが、「じゃっ、お疲れ!」と言って帰ってしまったと、後年冗談めかし語っている。
その後、石橋貴明、木梨憲武共に、交友は続き、『いいとも!』にも個人で出演したり、野猿や矢島美容室などのグループで出演することはあったが、2人での出演は2014年の『いいとも!』放送8000回の際に、29年ぶりに出演を果たし、いいとも終了が後2か月まで迫っている中で、直接レギュラー化を懇願し、レギュラー化が決まった。また、テレフォンショッキング史上、最長出演となった。
草彅剛（元SMAP）
別荘や家にたびたび招待されており、周囲の第三者によると「まるで親子のように仲が良い」とのこと。
タモリについての著作がある戸部田誠は『笑っていいとも!増刊号』を見て草彅を称賛したあと、「やっぱ、タモリさんの正当な後継者って草彅剛だなぁって改めて思う」と書き記した。
草彅は、タモリの人柄について「タモリさんは芸能界での仕事場ではオーラがあるけど、基本的に番組の外では全然話さないけど不思議と優しさが伝わってくる。人を否定しないが褒めることもほとんどしない。人生をとことん楽しんでいる人。知れば知るほど人物像が分からなくなるけど、それがタモリさんの魅力」と評している。
福岡市長高島宗一郎（元九州朝日放送アナウンサー）
高島の父親とは西高宮小学校、高宮中学校で同級生で、『笑っていいとも』において福岡市長とのエピソードを披露した三谷幸喜に、高島の父との縁を披露し、三谷と観客を驚かせた。
所ジョージ
デビュー時から、面白グループメンバーとしての関係が深く、ともにほとんど無名の時代からパーソナリティを務めるオールナイトニッポンから、人気を博すなど共通点も多い。また、所の結婚式において、タモリが仲人を務めており、当時はネタ(会話の合間、ブリッジ的に、タモリが「仲人といえば」と問いかけると、すかさず所が「親も同然」と返すもの)とされた。
坂崎幸之助（THE ALFEE）
メンバー中、最も親交が深く、『下落合焼とりムービー』で共に出演した他、所ジョージとタモリが2人でツアーを行った際にバックバンドに参加している。

### 弟子
基本的に弟子は取らない方針で、志願者が来ても「自分の芸は誰かに教えてもらったものではないので、人に教えようが無い」と断るというが、中には弟子入りを許されて付き人兼運転手をしていた者も存在していて、タモリは「うちの若いもん」「うちの若い奴」などと表現している。
1980年代後半には岡村、90年代後半には金子という付き人がいて、度々『いいとも!』などに出演させていた。岩井ジョニ男（イワイガワ）も付き人を務めていた一人で、当時『タモリ倶楽部』の『空耳アワー』では、「タモリマネージャー」の肩書きでVTRに出演するなどしていた。
なお、多くの芸能・有名人がメルセデスベンツやロールスロイスなどの高級車を移動に使用する中で、現在では多くの芸能人が使用しているワンボックスカーやミニバンを移動車としていち早く導入するなど、先進的な一面も見られる。

### 仕事のスタンス
2016年8月、ごく身内のみが集まった71回目の誕生日会で引退を示唆する発言を行ったという。以前から親しい関係者に「古希になったら芸能界を引退する」と語っていたとも言われる。
『いいとも!』の総合司会時代だけでも、年5億円（1回の放送で200万円）程度、他番組と通算で7億円程度のギャラを得たとされる。2003年以降の推定年俸から考えると『いいとも!』開始から2013年までに135億円程度を稼いだと言われる。一方、自身は収入については無頓着であり、放送局とのギャラ交渉にも意見をすることはほぼない。2014年のいいとも終了後は、金額こそ減っているが、特に生活に困らないレベルの収入はあるとされる。
2015年にはNHKから『第66回NHK紅白歌合戦』の総合司会のオファーを受けたが、スケジュールの都合などを理由に辞退したと報じられている。

### 影響
- 1970年後半頃より、テレビやラジオで名古屋弁や名古屋人の行動パターンを揶揄するネタを展開し、名古屋人の有する「見栄っ張り」「倹約家」などの気風をダサいものと見做し、笑いの対象としていた。中でも、自身の番組内で「名古屋ではエビフライのことを『エビフリャー』と言う」と発言し続けた結果、「エビフリャー」という言葉が全国的に定着し、それまで名古屋において、特に名物ではなかったエビフライが、実際に名古屋名物として定着した。これら一連の流れから、名古屋において、タモリは「いじられる名古屋」のイメージを創出した因縁の人物となった。名古屋市長の河村たかしは「（タモリは）一般的に言うと宿敵のイメージ。名古屋の伝統的な文化を崩壊させるようなイメージをつくられた方」と評した（詳細はエビフリャーを参照）。2017年5月、NHK『ブラタモリ』において名古屋編の放送が決定し、タモリが名古屋に来ること受け、「歴史的和解」「冷戦の終結」と評された。番組は名古屋市が全面的に協力し、地元紙『中日新聞』も、カラーページで大きく伝えた。名古屋市内では放送を前に、名古屋城に向かう市営の「なごや観光ルートバス」が『ブラタモリ』バージョンにラッピングされ、繁華街・栄に建つテレビ塔の夜間のライティングにも、タモリのアニメが登場し、番組放映を歓迎した[92]。
- 1980年代後半頃、『笑っていいとも!』内企画「テレフォンショッキング」にミュージシャンの織田哲郎が出演した際、織田が学生時代に卓球をやっていたことを明かすと、タモリが「卓球は根暗」と発言。当時、卓球人口が減っている時期でもあったが、タモリの発言の影響は少なくなく、翌年の中学高校の卓球部員が激減するなど、卓球人口減少に拍車をかけた[93]。そこで、日本卓球協会は、根暗と言われないように、カラーボールの開発や、様々な色のユニホームの使用許可、テレビに映えるように卓球台をそれまでの緑色から青色に変えるなど、イメージアップに取り組んだ。2016年9月25日放送の『林先生が驚く初耳学!』において、卓球選手の水谷隼は、この一連の流れから「卓球台の色が濃い緑から青に変わったのはタモリの影響」と述べ、後に、タモリが「（卓球を）根暗といって悪かった」と、日本卓球協会に対して1000万円の寄付をしていたことを明かした[94]。
- 新語専門のフリーライターもりひろしは、タモリが、80年代前半に「ネクラ・ネアカ」の言葉を番組内で好んで使ったことから、世間に普及したと考察した。また、1970年代に関東の若者が使っていた「ダサい」という言葉も、タモリが埼玉県民を嘲笑する意味で「ダ埼玉」（ださいたま）という造語を考案し、番組内で頻繁に使ったことから、世間に普及したと考察した[95]。
- 1988年、ユンケル黄帝液のテレビCM内でタモリが発した言葉「ユンケルンバ ガンバルンバ」が、その年の新語・流行語大賞において、「特別賞部門・人語一体傑作賞」を受賞した。
- 32年間に渡って出演し続けた『笑っていいとも!』が2014年3月末をもって終了し、平日の昼の時間帯にタモリを見られなくなったため、喪失感や虚脱感を示す人々が現れた。この現象を受け「タモリ・ロス・症候群」を略して「タモロス」という造語が産まれ[96]、2014年の新語・流行語大賞の候補50語に「タモロス」がノミネートされた[97]。
- 入浴の際「湯船に10分以上つかれば、体の汚れは80%落ちる。石鹸やボディソープを使わない」と公言している。人間が本来持つ皮脂をもって、肌を保湿するこの方法は「タモリ式入浴法」として広く知られ、福山雅治や妻夫木聡、ローラなど多くの芸能人も実践している[98]。
- ハリウッドザコシショウは、持ちネタである「誇張モノマネ」において、当初、白ブリーフ（後に黒パンツに変更）を着用していたが、これはタモリがイグアナのモノマネなどの形態模写をする時に白ブリーフを着用していたことに対するオマージュだと明かした[99]。

### 受賞歴
- 1981年 - 第10回「ベストドレッサー賞」スポーツ・芸能部門受賞
- 1982年 - 第19回「ゴールデン・アロー賞」芸能賞受賞
- 1984年 - 第21回「ゴールデン・アロー賞」放送賞受賞
- 1984年 - 第12回「日本放送演芸大賞」受賞
- 1986年 - 「流行語大賞」受賞
- 1986年 - 「ゆうもあ大賞」受賞
- 2003年 - 「ギネス・ワールド・レコーズ」（2003年度版『笑っていいとも!』生放送単独司会放送回数最多記録認定）
- 2010年 - 第2回「伊丹十三賞」受賞
- 2013年 - 第16回「みうらじゅん賞」受賞
- 2014年 - 第14回「ビートたけしのエンターテインメント賞」特別賞受賞
- 2014年 - 「ギネス・ワールド・レコーズ」（2014年度版『笑っていいとも!』生放送単独司会放送回数最多記録更新）
- 2014年 - 第62回「菊池寛賞」受賞[100]
- 2015年 - 2015 55th ACC CM FESTIVAL・クラフト賞 フィルム部門 演技賞 （サントリー「BOSS」のCMの演技に対して[101]）
- 2015年 - ベストカラアゲニスト タレント部門[102]
- 2017年 - 第68回「日本放送協会放送文化賞」[103]
- 2021年 - 「ギネス・ワールド・レコーズ」（2022年度版『ミュージックステーション』同一司会者による生放送音楽番組最長記録認定）[104]
- 2023年 - 第60回ギャラクシー賞 「放送批評懇談会60周年紀念賞」[105]

## 芸

### 密室芸
居候時代に培った芸は「密室芸」と呼ばれる。命名者は奥成達。近年も徹子の部屋などに出演した際に披露する。
リアルな動物の物まねが有名で「産まれたての仔馬」や「コンドルの着地」「ハエ」「イグアナ」などがある。
上京当初、「北京放送」や形態模写くらいしか持ちネタがなかったが、臨席した人物からの無茶振りをそつなくこなし、それを自らの芸として確立させていった。前述の「中国で作られたターザン映画に出演した大河内伝次郎の宇宙飛行士が、宇宙船の中で空気洩れに苦しんでいる様子」は「宇宙飛行士→大河内伝次郎の宇宙飛行士→ターザン映画に出演した大河内伝次郎の宇宙飛行士…」と客の指示により、状況が変わっていく即興芸。
また、団しん也や小松政夫らも持ちネタとしている、「マジックショーの電動ノコギリで切られる有名人」は、おもしろグループでの宴会芸が発端となって、永六輔や野坂昭如などが切られたときのリアクションをそれぞれやったらウケたことから、とくに専売特許と決めていないと、2人は語っている。
ただし、放送できない部類のパロディ・ブラックユーモアを含むものがかなり多く、テレビなどで密室芸と称して行う場合は放送して差し障りの無い程度に表現を緩和あるいは差し替えている。持ちネタの一つであった昭和天皇の物真似については、1985年5月14日、作家の筒井康隆のパーティーで披露したところ、それが翌週の「週刊読書人」に掲載され、右翼から脅迫を受けることとなり、最終的には所属事務所の田邊昭知社長が半監禁状態で右翼から抗議される事態に至った。この後、6月26日に筒井が製作する映画『スタア』に昭和天皇役でオファーがかかったが、タモリ側の希望でアドルフ・ヒトラー役に変更になり、事件以降、昭和天皇ネタは封印されている。
中洲産業大学
架空の大学『中洲産業大学』の「タモリ教授」または「森田一義助教授」を名乗り、難解なことをもっともらしく解説しているように装って、まるっきりでたらめな講義を行うというもの。（詳細は中洲産業大学を参照）。
ハナモゲラ語
「初めて日本語を聞いた外国人の耳に聞こえる日本語の物真似」として、声の高低やフレーズの区切り目は日本語に併せつつも、言葉の構文的要素を一切捨て、デタラメな言葉を勝手に作って喋るというもの。（詳細はハナモゲラを参照）
四ヶ国語麻雀
日本語をベースとした4つのインチキ外国語を使い、1人で各国の人間になりきって、麻雀バトルを繰り広げるというもの。インチキ外国語には、中国語、ハングルの韓国バージョン、北朝鮮バージョン、英語、ロシア語、ドイツ語、フランス語などがあり、日本語を喋る際は、寺山修二などのモノマネを行う。元々は、毛沢東・マッカーサー・ヒトラー・昭和天皇の麻雀対局であり、最後に昭和天皇が「結局○○人が悪い!」と民族差別的な発言をして終わるものであった。なおしばしば誤解されがちだが、タモリ本人は物心ついてから中国に渡航した経験は一度もない。
思想模写
寺山修司のものまねは、喋り方や身振りの模写のみならず、話す内容自体は自身で考えたものでありながら「いかにも寺山修司が語りそうな物言い」をするという点（寺山自身が生前、喋る内容や論理の組み立て方が自分と同じと語っていた）で画期的であり、それ以前の政治家のモノマネや歌手の歌真似を中心とする「声帯模写」芸とは題材やアイデアの面で一線を画し、後のものまねに多大な影響を与えた。こうした芸は「思想模写」と称され、レパートリーとして野坂昭如や竹村健一、田中角栄、大橋巨泉、永六輔、横井庄一、浦辺粂子、久米明、安藤忠雄など他多数存在する。筒井康隆は「奇人タモリの演じる文化人たちの物真似が受けるのは、何を言っているのかわからないことは本物と全く同じでありながら、何よりも本物より面白いことだけははっきりしているからである」と評する。

### 評価
総合司会者として、自分の多くの趣味を活かして話をゲストにふり、ゲストの話の要所を理解し対応する技術が評価されている。バラエティ番組の司会、とくに『いいとも!』においては、要所を押さえながらも、織り交ぜる行動が「自由すぎる」と言われている。
ゲストに失礼なリアクションをした若い観衆に対して、場のムードを壊さずに注意したりたしなめたりする技術は「これ程上手に叱る司会者はいない」と横澤彪に評された。

### 音楽芸
「誰でも弾けるチック・コリア」「誰でも弾けるハービー・ハンコック」など、誰でも弾けるシリーズや、中国人の弾き語りなど、ピアノの鍵盤を使った芸を数多く持つ。また、ラップ（得意の外国語風もおこなう）やヒューマンビートボックス、口三味線なども度々披露する芸である（いいともなどでラッパーやビートボクサー、楽器演奏のできるゲストであった場合の即興コラボは定番であった）。

### 安産祈願
元々『いいとも!』の「テレフォンショッキング」で紹介されたテレフォンゲストへのメッセージのメモをとるふりをし、実は放送禁止の女性器を簡素化した図形を描き、テレフォンゲストに見せ、その反応を楽しんでいた。次第に、その図柄にちなみ安産祈願と称しそのメモをテレフォンゲストが持ち帰るようになった。

### 出演番組
冠番組
『森田一義アワー 笑っていいとも!』（フジテレビ系列）の放送が始まった1982年頃から、バラエティ番組の総合司会業の仕事が増え、自身の冠番組が続々と誕生していく。『笑っていいとも!』（フジテレビ系列）、『タモリ倶楽部』・『ミュージックステーション』（共にテレビ朝日系列）の3番組を軸として、加えて、ゴールデンタイム・プライムタイム、ラジオ番組のレギュラー番組を週に7 - 8本はこなす時期が1980年から2000年代に掛けてあった。
代表的な番組として『今夜は最高!』（日本テレビ系列）、『ジャングルTV〜タモリの法則〜』（毎日放送制作・TBS系列）、『タモリの音楽は世界だ!』（テレビ東京系列）等が開始されていった。また、博識が評価され『今夜は最高!』（日本テレビ系列）の「オペラ昭和任侠伝」が、同年の民間放送連盟賞のテレビ娯楽番組部門最優秀賞を受賞した。
- NHK総合テレビ = 『ブラタモリ』
- 日本テレビ = 『今夜は最高!』
- テレビ東京 = 『タモリの音楽は世界だ!』
- TBS = 『ジャングルTV〜タモリの法則〜』（毎日放送制作）
- フジテレビ = 『タモリのボキャブラ天国』『世にも奇妙な物語』『トリビアの泉 〜素晴らしきムダ知識〜』『タモリのジャポニカロゴス』
- ニッポン放送 = 『タモリのオールナイトニッポン』『タモリの週刊ダイナマイク』『ブリタモリ大百科事典』 他多数

上記は、1980年から2000年代当時のレギュラー番組であるが、このうち日本テレビ、TBS、フジテレビ全てのレギュラー番組の視聴率が10 - 20%台をマークしていた。その他、テレビ番組以外にも歌手としてのCD・レコードリリースとライブ活動なども行っていた。この頃より、ビートたけし・明石家さんまとともに、「日本のお笑いタレントBIG3」と称されることとなった。
ドラマ出演
主にバラエティ番組で活躍しているが、テレビドラマにも出演してきた。テレビドラマ初出演作品は、1980年4月にNHKで放送されたドラマ人間模様『詐欺師』であった。4話連続のドラマで、大谷直子とのベッドシーンやキスシーンもあった。なお、このドラマではトレードマークのサングラスをかけずに出演していた。
他には、月曜スター劇場『なぜか、ドラキュラ』『今夜は営業中!』（日本テレビ系列）、『代議士秘書の犯罪』『不連続爆破事件』『ミセスとぼくとセニョールと!』『自主退学』（TBS系列）などで主演を果たしている。
2000年代以降でもストーリーテラーを務める『世にも奇妙な物語』（フジテレビ系列）にエキストラで出演したり、2004年に『X'smap〜虎とライオンと五人の男〜』（フジテレビ系列）にてデビュー時の眼帯をつけた姿で登場、2007年に『和田アキ子殺人事件』（TBS系列）に本人（森田一義）役で出演、2012年に『ATARU』最終話（TBS系列）に宝飾店店員役でゲスト出演している。また、『HERO』劇場版では、悪徳政治家を演じた。
情報・報道番組出演
バラエティ番組以外に、情報・報道番組に登場することもある。
- 『タモリのセンキョでいいとも! 〜参院選FNN開票速報〜』（フジテレビ系列）
1983年6月26日に実施された第13回参議院議員通常選挙では、選挙メインキャスターとなり、フジテレビ系列・FNN系列にて『いいとも!』をアレンジとした『センキョでいいとも!』が放送された。
- 『FNNニュース工場』『FNN DATE LINE』および『FNNスーパータイム』（何れもフジテレビ系列）
1988年と1989年の全2回、タモリが総合司会を務めたFNSの日『FNSスーパースペシャル1億人のテレビ夢列島』のニュースパートとして放送された『タモリのニュースファクトリー』や『DATE LINEデラックス』や『スーパータイムデラックス』を進行アナウンサーの露木茂と担当（その他では、『笑っていいとも!』（フジテレビ系列）のトークコーナー「テレフォンショッキング」でも何度も共演をしていた）。
- 『FNNスーパーニュース』（フジテレビ系列）
音羽 ば 全3回程度出演し、メインキャスターの安藤優子と共演（その他では露木同様、『笑っていいとも!』（フジテレビ系列）のトークコーナー「テレフォンショッキング」でも共演）。『タモリ&安藤優子のSuperスーパーニュースSpecial』にも出演している。

ゲスト出演
- 『徹子の部屋』（テレビ朝日系列）
先述通り2013年まで36年間、年内最後のゲストとして必ず出演していた。

## 現在の出演番組

### レギュラー番組
- ミュージックステーション（テレビ朝日系列）[117]
- ブラタモリ（NHK総合）[117]

### 単発・不定期番組
- 世にも奇妙な物語（フジテレビ系列 / 番組改編時期の春・秋に放送）[117] - ストーリーテラー 役
- ミュージックステーションスペシャル スーパーライブ（テレビ朝日系列 / 年末特番）[117]
- ブラタモリ×鶴瓶の家族に乾杯 新春スペシャル（NHK総合 / 2016年1月 - 年始特番）
- タモリステーション（テレビ朝日系列 / 2022年1月 - 不定期特番）[118][119][117]

### ゲスト番組
- 徹子の部屋（テレビ朝日系列 / 1978年 - 2013年、2021年 - 年末最終放送ゲスト出演）

## 過去の出演番組
レギュラー番組
- ばらえてい テレビファソラシド（総合）
- ウォッチング（総合）

特別番組
- みんなのうた（「ミスターシンセサイザー」の楽曲を披露）
- NHK紅白歌合戦（総合・ラジオ第1）
  - 第34回（1983年12月31日、総合司会担当）

- NHKスペシャル（総合）
  - 驚異の小宇宙・人体（1989年）
  - 土曜特集〜驚異の世界〜深海大冒険（1999年12月18日）
  - 宇宙生中継 彗星爆発 太陽系の謎（2013年12月4日）
  - 巨大災害 MEGA DISASTER 地球大変動の衝撃（不定期特番）
  - 人体 神秘の巨大ネットワーク（不定期特番）
  - タモリ×山中伸弥「驚き!人体解明ヒストリー」(2018年1月6日)

- タモリと鶴瓶（総合）

ゲスト出演
- 音楽の広場（総合）
- NHK紅白歌合戦（総合・ラジオ第1）
  - 第30回（1979年12月31日）
  - 第31回（1980年12月31日）
  - 第65回（2014年12月31日、ゲスト審査員）
  - 第67回（2016年12月31日、スペシャルゲスト）

- J-MELO（総合、2008年6月15日、ゲストのジャズピアニスト：山下洋輔へスペシャルコメント）
- ETV特集『全身漫画家〜真説・赤塚不二夫論〜』（教育、2009年3月29日、インタビュー出演）
- あさイチ（総合、2014年11月7日、プレミアムトークに生出演していた宮沢りえに対してのインタビュー出演）
- 国民総参加クイズSHOW! QB47（総合、2014年12月29日、クイズ出題者）
- NHKスペシャル 戦後70年 ニッポンの肖像 プロローグ 私たちはどう生きてきたか（総合、2015年1月1日）

テレビドラマ
- ドラマ人間模様「詐欺師」（総合） - 主演

特記のないものは日本テレビ制作
レギュラー番組
- 金曜10時!うわさのチャンネル!!
- お笑いスター誕生!!
- スター誕生!
- 今夜は最高!

特別番組
- ギャグゲリラ
  - 土曜スペシャル 激笑!! 今年の笑いおさめだ79重大ニュース（1979年12月29日）
  - 木曜スペシャル 発表!輝け!!80爆笑ニュース大賞・笑いでつづるこの1年（1980年12月25日）
  - 木曜スペシャル ギャグゲリラ82 明るい日本! 重大ニュース（1982年12月23日）

- タモリのいたずら大全集
- 世界のドッキリNG大全集
- タモリの世界そっくり大賞
- タモリのなんでも大自慢（1983年9月24日）
- タモリの女5人と管理人（1986年1月1日）
- 水曜バラエティ 生放送!タモリ&とんねるずオールスター告白大賞（1987年4月8日）
- タモリ&さんまの爆笑タッグマッチ（1987年 - 1992年）
- タモリ教授のハテナの殿堂?（2008年11月29日、日本テレビ系列の番組には9年ぶりに出演）

ゲスト出演
- 11PM（1975年、1976年、1979年8月8日・11月12日、1982年6月30日）
- 24時間テレビ 「愛は地球を救う」（1978年 - 1984年）
- ピンク・レディー汗と涙の大晦日150分!! 紅白歌合戦をぶっとばせ! ビキニでフィーバー（1978年12月31日）
- おしゃれ（1980年代頃、久米宏が司会でゲスト出演）
- 木曜スペシャルシャボン玉ホリデー（1986年3月6日）
- ダウンタウンスペシャル 男ットコ前やな〜!（1991年12月27日、応援コメントVTR出演）
- 講演大王!（1992年4月4日、第1回ゲスト出演）
- 投稿!特ホウ王国スペシャル（1994年秋のスペシャルに審査委員長として出演）
- 欽ちゃんの仮装大賞（第2回・第3回は審査員、第80回は80回記念のお祝いメッセージのVTR出演）
- ズームイン!!SUPER（2008年11月28日、インタビュー出演）
- news zero（2018年10月2日、インタビュー出演）
- ザ!世界仰天ニュース 20年突入!4時間スペシャル（2020年3月31日）

テレビドラマ
- 真夜中のヒーロー（1980年3月28日）
- 月曜スター劇場「なぜか、ドラキュラ」 - 主演・徳丸礼一 役
- シャボン玉が消えた日（1989年12月31日） - 大橋巨泉 役
- 今夜は営業中!（1999年9月18日、劇中劇ならぬ劇中バラエティのゾーンがある） - 主演・本人役
- 天才バカボン（2016年3月11日、主題歌を担当）

特記のないものはテレビ朝日制作
レギュラー番組
- のってシーベンチャー（制作：朝日放送（現・朝日放送テレビ）・イースト、日本水産一社提供）
- 夕刊タモリ!こちらデス（1981年10月4日 - 1982年9月26日）
- 夢のビッグスタジオ（1982年4月8日 - 5月13日、初のテレビ朝日音楽番組レギュラー司会。わずか6回で降板、5月20日から南美希子が司会）
- タモリ倶楽部（1982年10月9日 - 2023年4月1日）

特別番組
- 刑事マチャアキ 謎の犯人タモリを追え!!（名古屋テレビ制作、1979年1月1日）
- 忍者ハットリくんただいま参上!（1981年9月25日）
- タモリスペシャル（1982年1月21日）
- タモリの83年異常カタログ じゅうだいニュース（1983年12月31日）
- 月曜スペシャル90
  - タモリの世界一周クイズ・ニッポンどんなクニ!?（1984年10月29日）
  - タモリの実践映画講座・魅惑のラブシーン大研究所（1985年7月1日）

- 大爆笑!テレビ30年夢のオールスター大集合 (生) スペシャル（1989年1月30日、芳村真理と共に司会）
- 水曜特バン!
  - タモリのUFO緊急スペシャルI、II（1990年・1991年頃）
  - 特別企画!夢の音楽祭 今夜歌手267名生出演 史上最大の感謝祭（1991年11月6日）

- 新春特別番組
  - 爆笑!タモリのおもしろ動物大全集（1990年1月3日）
  - 爆笑!タモリのおもしろ動物大全集II（1991年1月3日）
  - タモリ・山田邦子のヤマモリ音楽ステーション（1992年1月2日）
  - タモリの音楽ステーション 今年もやるぞ（1993年1月2日）
  - タモリ&井上陽水の大人のお正月 （1995年1月1日）
  - タモリのX-新年会!!正月からこりゃあ不思議だBEST50!!（1996年1月2日）
  - 今夜突然タモリの昨日は去年だったスペシャル（1998年1月1日）

- ミュージックステーションウルトラFES （2015年 - 2018年）

ゲスト出演
- 土曜ショー「マンガ大行進 赤塚不二夫ショー」（NET時代：1975年8月30日、テレビ初出演番組）
- 13時ショー「珍芸スター お笑い大行進」（NET時代：1975年9月8日）
- 27時間チャレンジテレビ
  - 熱血27時間 炎のチャレンジ宣言!!（1996年）
  - 27時間ぶちぬきスペシャル 熱血チャレンジ宣言'97（1997年）

- 1998年春の人気番組対抗「炎の熱血バトル'98」（1998年3月17日）
- 祝徹子の部屋30周年記念スペシャル（2005年5月8日）
- 愛のエプロン（2006年12月、堂真理子アナへの応援メッセージ）
- SMAP☆がんばりますっ!!（2009年1月31日）
- 題名のない音楽会（1977年、2009年6月28日・7月5日、山下洋輔・坂田明と共に32年ぶりのゲスト出演）

特記のないものはTBS制作
レギュラー番組
- サンデーお笑い生中継（制作：毎日放送（MBS））
- TVジョーカーズ笑
- ジャングルTV 〜タモリの法則〜（制作：毎日放送）
- タモリのグッジョブ!胸張ってこの仕事（制作：毎日放送）

特別番組
- 元旦早々タモリで最高！（1982年）
- スター対抗クイズ番組大集合（1983年・1984年）
- タモリ・たけしの笑いと涙の謹賀新年（1983年・1984年）

ゲスト出演
- ぴったしカン・カン
- 大学対抗バンド合戦
- 人形劇 飛べ!孫悟空（1977年・1978年、ヘレヒッパリケ大魔王役で声の出演）
- すばらしき仲間（1980年3月2日・9月21日）
- クイズダービー （1980年11月8日、1982年までは毎年のようにゲスト出演していた常連中の常連。）
- ザ・ベストテン（1981年2月5日に久米宏の代行司会、1983年8月25日はゲスト出演）
- Ryu's Bar 気ままにいい夜
- アッコにおまかせ!

テレビドラマ
- 三男三女婿一匹（第2シリーズ） - 大須賀八六 役（森田一義名義）
- 水曜劇場
  - 家路〜ママ・ドント・クライ（1979年8月15日〜1979年11月7日） 庚朱慶 役
  - 家路PART2（1979年11月14日〜1980年2月6日） 庚朱慶 役

- ミセスとぼくとセニョールと! - 星テレス 役
- 源義経（1990年） - 紙芝居屋（ナレーター）
- 月曜ドラマスペシャル
  - 自主退学（1990年4月） - 主演・友田一幸 役
  - 代議士秘書の犯罪 - 主演・安田第一秘書 役
  - 不連続爆破事件 - 主演・岩田警部 役

- 和田アキ子殺人事件 - 本人役
- 日曜劇場 ATARU（2012年6月24日） - 宝石店店主 役（森田一義名義）

特記のないものはテレビ東京制作
レギュラー番組
- チャンネル泥棒!快感ギャグ番組!空飛ぶモンティ・パイソン（東京12チャンネル時代、1976年4月9日 - 9月24日）
- タモリの突撃ナマ放送（東京12チャンネル時代、1980年10月5日 - 1981年6月28日、日曜日正午・スタジオアルタから生放送）
- タモリの歌謡スター笑（東京12チャンネル時代・1981年7月5日 - 9月27日、日曜日正午・スタジオアルタから録画放送）
- タモリの音楽は世界だ
- タモリのギャップ丼

ゲスト出演
- 赤塚不二夫とトンデモない仲間達（1995年12月30日、タモリを生んだ仲間が一挙に登場した）
- 開運!なんでも鑑定団

特記のないものはフジテレビ制作
レギュラー番組
- 森田一義アワー 笑っていいとも!
- 笑っていいとも!増刊号
- 世にも奇妙な物語
- タモリのボキャブラ天国 シリーズ
- if もしも
- タモリの新・哲学大王!
- タモリのネタでNIGHTフィーバー!
- トリビアの泉 〜素晴らしきムダ知識〜（2003年7月以降、ゴールデンタイム時代）
- タモリのジャポニカロゴス
- エチカの鏡〜ココロにキクTV〜
- ヨルタモリ

特別番組
- チャレンジ・ザ・ギネス'79（1979年10月3日）
- FNN『選挙でいいとも!』（選挙キャスターとして出演、1983年6月26日、第13回参議院議員通常選挙）
- ザッツお台場エンターテイメント!第7夜「特番の38年」（1997年4月6日）
- タモリ・たけし・さんまBIG3 世紀のゴルフマッチ（1988年、1989年、1991年 - 1994年、1996年 - 1999年）
- ワールドカップバレーボール'99直前 タモリの応援団長なんてやるもんじゃないスペシャル（1999年10月31日）
- タモリ&安藤優子のSuperスーパーニュースSpecial（2002年・2004年）
- タモリの未来予測TV（2003年・2004年）
- タモリの雑学の祭典!（2007年5月12日）
- タモリのヒストリーX（2007年 - 2008年）
- フジテレビ夢スペシャル タモリ×SMAP 僕らは未来を信じよう! 〜宇宙への挑戦と奇跡の物語〜（2011年4月4日）
- ニッポン小意見センタ〜♪（2011年10月9日）
- カスペ! プレタモリ（2012年7月17日、司会のタモリが西山喜久恵（フジテレビアナウンサー）と『ブラタモリ』よろしく各番組の出演者に挨拶に赴く）
- タモリ・中居のドラマチック・リビングルーム（番組改編時期の春・秋に放送）
- 笑っていいとも!スペシャル
  - 笑っていいとも!特大号（年末年始に放送）
  - 笑っていいとも!増刊号生スペシャル（『FNS27時間テレビ』内の日曜日の午前から午後に掛けて放送）
  - 笑っていいとも!春・秋の祭典スペシャル（番組改編時期の春と秋に放送）
  - 笑っていいとも!新春祭（冬に放送）
  - 夜の笑っていいとも!春・秋のドラマ特大号（番組改編時期の春と秋に放送）

- FNS27時間テレビ（1987年 - 1989年・2012年の4回総合司会を担当）
  - FNSスーパースペシャルテレビ夢列島（1987年 - 1989年）
  - FNS27時間テレビ 笑っていいとも! 真夏の超団結特大号!! 徹夜でがんばっちゃってもいいかな?（2012年）

ゲスト出演
- 歌謡ヒットプラザ（1976年2月20日）
- 小川宏ショー（1976年）
- スター千一夜（1979年）
- 爆笑スタジオ1980 〜雨に笑えば〜（1980年6月3日・10月19日）
- オレたちひょうきん族
- ひょうきん予備校（講師としてゲスト出演）
- 新春かくし芸大会（1980年1月1日）
- 夜のヒットスタジオ（1981年8月31日、歌手として「狂い咲きフライデーナイト」を引提げて出演）
- MUSIC FAIR（1982年2月11日）
- なるほど!ザ・ワールド
- FNS番組対抗!なるほど!ザ・春秋の祭典スペシャル
- FNS27時間テレビ（コーナー司会を含めたゲスト出演）
  - FNSスーパースペシャルテレビ夢列島（1990年・1991年）
  - 平成教育テレビ（1992年 - 1994年）
  - FNSの日1億2500万人の超夢列島（1995年・1996年）
  - FNS1億2700万人の27時間テレビ夢列島（1998年 - 2000年）
  - FNS ALLSTARS 27時間笑いの夢列島（2001年）
  - FNS27時間テレビ めちゃ2オキてるッ! 楽しくなければテレビじゃないじゃ〜ん!!（2004年）
  - FNS ALLSTARS あっつい25時間テレビ やっぱ楽しくなければテレビじゃないもん! （2005年）
  - FNS26時間テレビ 国民的なおもしろさ! 史上最大!!真夏のクイズ祭り 26時間ぶっ通しスペシャル（2006年）
  - FNS27時間テレビ みんな なまか だっ! ウッキー!ハッピー!西遊記!（2007年）
  - FNS27時間テレビ!! みんな笑顔のひょうきん夢列島!!（2008年）
  - FNSの日26時間テレビ2009 超笑顔パレード 爆笑!お台場合宿!!（2009年）
  - FNSの日26時間テレビ2010 超笑顔パレード 絆 爆笑!お台場合宿!!（2010年）
  - FNS27時間テレビ めちゃ2デジッてるッ! 笑顔になれなきゃテレビじゃないじゃ〜ん!!（2011年）
  - FNS27時間テレビ 女子力全開2013 乙女の笑顔が明日をつくる!!（2013年）
  - 武器はテレビ。SMAP×FNS27時間テレビ （2014年）

- FNS番組対抗!春秋の祭典スペシャル
- 初詣!爆笑ヒットパレード
- さんまのまんま（制作：関西テレビ・2001年新年スペシャル・ゲスト出演）
- SMAP×SMAP（1996年12月30日・2006年4月17日・2006年4月24日・2010年1月4日・2012年7月23日・2014年3月24日・2016年12月19日、BISTRO SMAP ゲスト出演 ほか）
- サタ☆スマ（2002年1月12日）
- めちゃ2イケてるッ!SP（2002年3月16日「極楽とんぼ・加藤浩次の結婚お祝いコメント出演」、2011年10月8日「近くへ行きたいでスペシャルゲスト」、2013年4月6日「ナインティンナイン・矢部浩之の結婚お祝いコメント出演、笑福亭鶴瓶と共に」、2014年3月1日「モリタ食堂でスペシャルゲスト」）
- FNS25時間テレビ事件の予感!?予習SP （2005年7月20日、笑福亭鶴瓶がタモリにインタビュー）
- とんねるずのみなさんのおかげでした（2007年10月4日「新・食わず嫌い王座決定戦」にて松田聖子と対決、2014年3月27日「新・食わず嫌い王座決定戦」にて笑っていいとも!火曜レギュラー陣と対決、2017年9月28日「30周年SP」では「祝っていいとも!」に出演）
- 土曜プレミアム「これでいいのだ!!赤塚不二夫伝説」（2008年11月1日、インタビュー出演）
- フジテレビ開局50周年 名作ドラマ&映画全て見せます!SMAP PRESENTS ドラマの裏の本当のドラマ（2009年4月6日「世にも奇妙な物語」のVTR出演）
- ミタパンブー（2012年7月16日 - 19日放送分にて「笑って!」各曜日レギュラー陣とともに総出演し、「FNS27時間テレビ」の見所を紹介。当日のいいとも!生放送終了後にスタジオアルタで収録）
- みちのくSLギャラクシー（2014年3月9日、加山雄三・向谷実と共にゲスト出演）
- Mr.サンデー（2014年3月30日、『笑っていいとも!』最終回インタビュー出演）
- めざましテレビ（2014年3月31日・4月1日、『笑っていいとも!』最終回インタビュー出演）
- 情報プレゼンター とくダネ!（2014年3月31日・4月1日、『笑っていいとも!』最終回インタビュー出演）
- 金曜プレミアム・祝!中村屋ファミリー 独占密着!泣いて笑って稽古して…5歳と3歳兄弟の初舞台SP（2017年2月3日、笑福亭鶴瓶と出演）

テレビドラマ
- 金曜おもしろバラエティ
  - ぼくたちアダルトKIDS（1985年8月2日）
  - 歌と笑いの41年・戦後タモリ史（1986年8月15日）※タモリのアルバム「タモリ3 - 戦後日本歌謡史 -」の内容を映像化したような作品 - 主演

- アナウンサーぷっつん物語スペシャル（1987年4月・10月1日）
- X'smap〜虎とライオンと五人の男〜（2004年12月25日） - 紳士 役

特別番組
- タモリのジャズスタジオ （NHK BS2、1995年2月20日 - 2月23日）

ゲスト出演
- 横澤彪の笑いは世界を救えるか!?（NHK BS2、2000年12月4日）

NHKラジオ第1放送
- ラジオでブラタモリ（2010年9月20日）

TBSラジオ
- 赤塚不二夫のギャグラジオ （ゲスト出演、1993年6月29日）
- タモリのスーパーマンダン
- タモリの事件ダヨ!（1982年10月4日 - 1983年10月7日）
- 小島一慶の耳コミランチタイムぴぃぷる（ゲスト出演）
- タモリで失敬!

文化放送
∶* 赤塚不二夫のセイ!ヤング　1976年8月25日
- タモリと理恵の音楽専科
- タモリと理恵の音楽最高 きいてタモリエ

ニッポン放送（NRN）
- 高信太郎のオールナイトニッポン（1975年9月2日 - 9月30日 4週に渡りゲスト出演）
- 変身ウィークエンド・踊れ!ヒットだ!電話リクエスト（1977年10月8日-1978年4月1日）
- 話題騒然夕刊タモリ
- ブリタモリ大百科事典
- タモリの週刊ダイナマイク
- タモリのオールナイトニッポン
- だんとつタモリ おもしろ大放送!
- 感度プルプル・デンパッパ! タモリの世界最大ポップス電話リクエスト
- 拝啓!青春諸君（1981年4月6日 - 10月9日）
- 土曜の夜はドヨヨ電リク!タモリのベル・ジャン・ジャン・ジャン（石川ひとみと共演）
- タモリのヨッ!お疲れさん
- タモリの美女対談
- アッコのいいかげんに1000回（ゲスト出演、2000年11月18日、2022年10月22日）
- 笑福亭鶴瓶 日曜日のそれ（ゲスト出演、2004年8月1日）
- 俺たちのオールナイトニッポン40時間スペシャル（2008年2月24日）
- ニッポン放送開局60周年記念番組「われらラジオ世代」（2013年10月23日 - 25日）
- タモリのオールナイトニッポンGOLD Song&Bossスペシャル（年末年始特番）

その他
- KBCラジオまつり-タモリの春休み体当り大放送 (1980年3月27日 14:05-16:00)
- タモリの歌謡見聞録(山陽放送など)

ラジオたんぱ
- BCLワールドタムタム

FM東京
- タモリ博士の自叙伝的ジャズ講座（1979年 - 1980年頃）

セントギガ・サテラビュー
- サバチーチカレッジ タモロス博士のサンデーゼミナール

ほか

## CM
- 新生フィナンシャル「レイク」（2025年3月27日 - ）[123]

- 三菱鉛筆 BOXY（1978年頃） 「BOXYは若者の前頭葉を刺激する」
- サントリー ポップタイム （1978年 - 1980年代前半）
- 松下電器（現：パナソニック）クイントリックス（1979年頃）
- キヤノン デートマチック（1979年 - 1982年代前半）
- 東洋水産 マルちゃん なまの味（1979年）、麦味噌、塩、醤油ラーメン（1979年[124]- 1981年頃）
- 象印マホービン（1982年 - 1983年頃？）
- 富士通 パソコンFM-7シリーズ（1982年）[125]
- 東洋水産 一醤麺（1978年、思想模写：寺山修司、野坂昭如）
- SONY ビデオテープ（1981年頃）
- 日本国有鉄道 新幹線（1981年5月 - 1985年）
- 片岡物産 アストリアコーヒー（1982年 - 1984年）
- コーセー化粧品 ダモンモイスチュアライジング（1982年 - 1984年9月）
- GCカード（1982年 - 1983年頃）
- 佐藤製薬 ユンケル黄帝液シリーズ（1984年 - 2002年）
- 寿がきや食品えび天鍋うどん（1980年代前半頃？）
- 情報センター 週刊正社員情報（1983年頃）
- パイオニア（1983年 - 1984年）
- 本田技研 スカッシュスクーター（1981年頃）
- 理想科学工業 プリントゴッコ (1985年、1986年)
- 理想科学工業 リソグラフ（1986年頃）
- 東京ニュース通信社 TVガイド（1982年、1983年 - 1984年、2001年 - 2003年3月（40周年御礼記念））
- KDD（現KDDI）（1993年頃）
- 日本テレコム おとくライン（2004年11月 - 2005年3月）
- サントリー BOSSレインボーマウンテン（2005年9月 - 2006年1月頃）
- トヨタ自動車 あしたのハーモニー（編集長役「森田一義」名義、2007年5月 - 2008年6月）
- 佐藤製薬 アセス（2003年10月 - 2008年9月）
- 三菱UFJフィナンシャル・グループ アコム（2009年3月23日 - 2013年3月31日）[注 13]
- スマートニュース（2016年）[126]
- サントリー BOSS 「宇宙人ジョーンズの地球調査シリーズ」（2014年 - 2019年）[123]
- ミクシィ モンスターストライク（2018年）[123][127]
- メルカリ（2020年 - 2021年）[123][128]
- 麒麟麦酒 本麒麟（2020年 - 2024年）[123]。
- キリンビバレッジ キリン iMUSE プラズマ乳酸菌（2021年 - 2024年）[123]。

## 映像作品
- 喜劇役者たち 九八とゲイブル（1978年3月21日公開・松竹、愛川欽也らと共演）
- 博多っ子純情（1978年12月2日公開・松竹）
- 下落合焼とりムービー（1979年6月23日公開・東映、所ジョージらと共演）
- はだしのゲン PART3 ヒロシマのたたかい（1980年7月5日公開・現代ぷろだくしょん、赤塚不二夫らと共演）
- '80アニメーション ザ・ベストテン（1980年12月20日公開・東映、児島美ゆきほかと共演）
- 水のないプール（1982年1月23日公開・東映）
- キッドナップ・ブルース（1982年10月9日公開・ATG）主演、タモリ一義名義
- だいじょうぶマイ・フレンド（1983年4月29日公開・東宝）
- 刑事物語2 りんごの詩（1983年7月2日公開・東宝）タモリ一義名義
- 愛染恭子の未亡人下宿 （1984年12月22日公開・日活）
- スタア（1986年3月21日公開・東映、筒井康隆らと出演）
- ジャズ大名 （1986年4月19日公開・大映）
- 片翼だけの天使 （1986年5月24日公開・松竹）
- 丹波哲郎の大霊界 死んだらどうなる（1989年12月3日公開・松竹）
- 丹波哲郎の大霊界2 死んだらおどろいた!!（1990年1月13日公開・松竹）
- 世にも奇妙な物語 映画の特別編（2000年11月3日公開・東宝、ストーリーテラー役）
- やどさがし （2006年1月3日公開・東宝、声優に初挑戦）
- 映画版 HERO（2007年9月8日公開・東宝、花岡練三郎 役、※「森田一義」名義）

- 『タモリの大宴会』
- 『NHKスペシャル 驚異の小宇宙人体全6巻』
- 『下落合焼とりムービー』（所ジョージらと共演）
- 『水のないプール』
- 『キッドナップ・ブルース』
- 『片翼だけの天使』
- 『喜劇役者たち九八とゲイブル』（愛川欽也らと共演）
- 『タモリ倶楽部 THEビデオ』（1986年7月21日、ポニーキャニオン）
- 『世にも奇妙な物語 vol.1〜4』
- 『世にも奇妙な物語 SMAPの特別編』
- 『世にも奇妙な物語 15周年の特別編』
- 『世にも奇妙な物語 2006秋の特別編』
- 『世にも奇妙な物語 2007春の特別編』
- 『世にも奇妙な物語 2007秋の特別編』
- 『世にも奇妙な物語 DVDの特別編 vol.1〜3』
- 『世にも奇妙な物語 2008春の特別編』
- 『世にも奇妙な物語 2008秋の特別編』
- 『世にも奇妙な物語 2009春の特別編』
- 『世にも奇妙な物語 2009秋の特別編』
- 『世にも奇妙な物語 2010春の特別編』
- 『世にも奇妙な物語 2010秋の特別編』
- 『世にも奇妙な物語 2011春の特別編』
- 『世にも奇妙な物語 2011秋の特別編』
- 『世にも奇妙な物語 2012春の特別編』
- 『世にも奇妙な物語 無料ビデオの特別編』
- 『世にも奇妙な物語 映画の特別編』
- 『代議士秘書の犯罪』（TBS、パック・イン・ビデオ、SRVE-87B）
- 『不連続爆破事件』（同上、SRVE-87B）
- 『THE ボキャブラ天国 公式ビデオ 寿』（ポニーキャニオン）
- 『THE ボキャブラ天国 公式ビデオ 誉』（ポニーキャニオン）
- 『THE ボキャブラ天国 公式ビデオ 雅』（ポニーキャニオン）

3巻同時に1998年12月18日発売 ほか

## 音楽作品

### シングル
| NO. | タイトル                   | B面                                                    | 形態・発売日 | 品番・発売元          |
| --- | -------------------------- | ------------------------------------------------------ | ------------ | --------------------- |
| 1st | 狂い咲きフライデイ・ナイト | スタンダード・ウィスキー・ボンボン                     | EP：1981年   | 07SH-1011（CBS/SONY） |
| 2nd | タモリのワーク・ソング     | 久美ちゃんMy Love 〜ディア・オールド・ストックホルム〜 | EP：1981年   | 07SH-1089（CBS/SONY） |

### アルバム
| NO. | ジャケットタイトル           | 形態・発売日                                       | 品番・発売元                   | 備考 |
| --- | ---------------------------- | -------------------------------------------------- | ------------------------------ | --- |
| 1st | タモリ                       | LP：1977年03月20日                                 | ETP-72227（東芝EMI/Alfa）      | 毛沢東風中国人・マッカーサー風アメリカ人・ヒトラー風ドイツ人・寺山修司風日本人のモノマネによる「四カ国親善麻雀」が収録されているが、元々は寺山修司ではなく昭和天皇の物真似であった。発売になったのは修正版。2007年発売版では「CMブラジャー・ミシン」（ブラザー工業風のラジオCM風パロディ）のセリフの一部がカットされて収録されている（乳がん患者への配慮と思われる）。 |
| 1st | タモリ                       | LP：1980年（再発）                                 | ALR-4013（アルファ）           | 毛沢東風中国人・マッカーサー風アメリカ人・ヒトラー風ドイツ人・寺山修司風日本人のモノマネによる「四カ国親善麻雀」が収録されているが、元々は寺山修司ではなく昭和天皇の物真似であった。発売になったのは修正版。2007年発売版では「CMブラジャー・ミシン」（ブラザー工業風のラジオCM風パロディ）のセリフの一部がカットされて収録されている（乳がん患者への配慮と思われる）。 |
| 1st | タモリ                       | CD：1995年06月16日（初CD化）                       | ALCA-9159（アルファ）          | 毛沢東風中国人・マッカーサー風アメリカ人・ヒトラー風ドイツ人・寺山修司風日本人のモノマネによる「四カ国親善麻雀」が収録されているが、元々は寺山修司ではなく昭和天皇の物真似であった。発売になったのは修正版。2007年発売版では「CMブラジャー・ミシン」（ブラザー工業風のラジオCM風パロディ）のセリフの一部がカットされて収録されている（乳がん患者への配慮と思われる）。 |
| 1st | タモリ                       | CD：2007年12月20日（CD再発） ※初回のみ紙ジャケ仕様 | MHCL-1238（Sony Music Direct） | 毛沢東風中国人・マッカーサー風アメリカ人・ヒトラー風ドイツ人・寺山修司風日本人のモノマネによる「四カ国親善麻雀」が収録されているが、元々は寺山修司ではなく昭和天皇の物真似であった。発売になったのは修正版。2007年発売版では「CMブラジャー・ミシン」（ブラザー工業風のラジオCM風パロディ）のセリフの一部がカットされて収録されている（乳がん患者への配慮と思われる）。 |
| 2nd | タモリ2                      | LP：1978年12月20日                                 | ETP-80060（東芝EMI/Alfa）      | 講師として中洲産業大学芸術学部西洋音楽理論の森田一義助教授の音源が収録されている。 |
| 2nd | タモリ2                      | LP：1980年（再発）                                 | ALR-4007（アルファ）           | 講師として中洲産業大学芸術学部西洋音楽理論の森田一義助教授の音源が収録されている。 |
| 2nd | タモリ2                      | CD：1995年06月16日（初CD化）                       | ALCA-9160（アルファ）          | 講師として中洲産業大学芸術学部西洋音楽理論の森田一義助教授の音源が収録されている。 |
| 2nd | タモリ2                      | CD：2007年12月20日（CD再発） ※初回のみ紙ジャケ仕様 | MHCL-1239（Sony Music Direct） | 講師として中洲産業大学芸術学部西洋音楽理論の森田一義助教授の音源が収録されている。 |
| 3rd | タモリ3 - 戦後日本歌謡史 -   | LP：1981年9月10日                                  | TAMORI-3（アルファ）           | 実際には『タモリ2』発売以前より録音されており、当初はこの内容が『タモリ2』になるはずであった。戦後の名曲をパロディにしているため著作権上の疑義が指摘され、初回プレス分の3万5000枚だけを新星堂で限定発売し直ちに廃盤という運命をたどる[129]。未CD化。 |
| 4th | ラジカル・ヒステリー・ツアー | LP：1981年05月01日                                 | 27AH-1237（CBS/SONY）          | サザンオールスターズの桑田佳祐、THE SQUARE（現：T-SQUARE）の安藤まさひろ（本名の安藤正容名義）と当時メンバーであった久米大作が楽曲を提供。安藤、久米の提供曲はTHE SQUAREがバック演奏を担当している。CD化の際にシングル「タモリのワーク・ソング」AB面を追加収録。中野サンプラザなどで全国ツアーを行った。                                                               |
| 4th | ラジカル・ヒステリー・ツアー | CD：2007年12月20日（初CD化） ※初回のみ紙ジャケ仕様 | MHCL-1240（Sony Music Direct） | サザンオールスターズの桑田佳祐、THE SQUARE（現：T-SQUARE）の安藤まさひろ（本名の安藤正容名義）と当時メンバーであった久米大作が楽曲を提供。安藤、久米の提供曲はTHE SQUAREがバック演奏を担当している。CD化の際にシングル「タモリのワーク・ソング」AB面を追加収録。中野サンプラザなどで全国ツアーを行った。                                                               |
| 5th | HOW ABOUT THIS               | LP：1986年09月21日                                 | VIH-28272（Invitation）        | 大マジなジャズ・アルバム。LPとCDで一部収録曲が異なる。 |
| 5th | HOW ABOUT THIS               | CD：1986年09月21日                                 | VDR-1276（Invitation）         | 大マジなジャズ・アルバム。LPとCDで一部収録曲が異なる。 |
1. けさめらの親王むれさのはけ姫に詠む（アルバム『ジョージのセロリ・パセリ』収録）所ジョージ（作詞）
2. ミスターシンセサイザー（1980年10月『みんなのうた』（NHK）出演時に熱唱）決定盤「NHKみんなのうた」より大全集8
3. おうちでデジタモドン（初級編）TOCT-8272・東芝EMI（1993年、テレビ東京系列『タモリの音楽は世界だ!』）
4. おうちでデジタモドン（中級編）TOCT-8273・東芝EMI
5. おうちでデジタモドン（上級編）TOCT-8274・東芝EMI
6. TAMORI'S DREAM REMIXED BY TACKHEAD（「タモリ」「タモリ2」音源によるリミックス盤）
7. 『永遠の絆』・なぎら健壱コンサート（MC・Mr.タモリとして参加）
8. THE SQUAREアルバム『MAGIC』内2曲にトランペットおよびバックボーカルで参加。
9. パイパー（PIPER:山本圭右がリーダーを務めた1980年代のJ-POPグループ）のサードアルバム『GENTLE BREEZE』のジャケット写真（古風な赤い消防車に雪が降り積もっている）の撮影を担当。
10. 『ライヴ・イン・ハトヤ 赤塚不二夫と全日本満足問題研究会』 （赤塚不二夫、赤瀬川原平、奥成達、高信太郎、長谷邦夫による満足問題研究会。プロデューサー高平哲郎、作曲小林亜星らが担当）
11. 『笑っていいとも!コンピレーション・マイクロミニアルバム 発表!知らなきゃイケない!?最新ワード展覧会』（2010年5月12日CD発売）
12. 大瀧詠一がプロデューサーとして招かれたものの、ヴォーカル録りをしないまま終わった幻のアルバムの企画があったと言われている。

### その他
- 「タモリさんが作った歌」
  - 宝塚歌劇団時代の大地真央のために作詞・作曲を手掛けた。編曲は小笠原寛。CD『この愛よ永遠に 〜TAKARAZUKA FOREVER〜』に収録。
- 「ラーガ・バガヴァット」
  - 赤塚不二夫の生涯を追ったドキュメンタリー映画『マンガをはみだした男 赤塚不二夫』（2016年公開）の主題曲。作詞とボーカルを担う[130][131]。

## 書籍・ゲーム
- タモリ『21世紀ブックス タモリのカセット面白術 :もてる!ウケル!きわめつけ実例94』、主婦と生活社、1977年。
- タモリ『タモリのケンカに強くなる本』、ベストセラーズ、1978年。
- タモリ『タモリのちょっとアレですが』、エイプリル・ミュージック、1978年。
- タモリ『行ってから読むか読んでから行くか :タモリのNew York旅行術』、講談社、1980年。
- タモリ『ミステリーカセットブック』「タモリのシャーロック・ホームズまだらのひも」（小学館）
- 『タモリのニューヨーク旅行記（1980年3月、講談社）
- 『タモリだよ! (ISBN 4-7897-0003-8)（平岡正明、1981年12月、ソニー出版）
- 『ぼくはタモリの運転手』（ガブリエル・ウッシー） (ISBN 4-8973-0005-3)（ライフ社、1982年2月）
- 『ぴーぷる最前線・タモリ』 (ISBN 4-8288-0314-9)福武書店（1983年12月）
- 『タモリのこれが世界の珍商売』 (ISBN 4-9055-8789-1)笠倉出版社（1984年2月）
- 『タモリが本屋にやってきた』(ISBN 4-9476-0909-5)オールナイトニッポン編
- タモリ『今夜は最高!』、日本テレビ放送網、1982年1月。
- タモリ『今夜は最高! part 2』、日本テレビ放送網、1982年3月。
- タモリ『今夜は最高! part 3』、日本テレビ放送網、1982年4月。
- タモリ『今夜は最高! 傑作場面集』（日本テレビ、1982年4月）
- タモリ『新・今夜は最高!』、日本テレビ放送網、1983年1月。
- タモリ『新・今夜は最高!. part 2』、(ISBN 9-8334-2112-1)日本テレビ放送網、1983年3月。
- タモリ『コレが、今夜は最高だ!?』（日本テレビ放送網、1983年4月）
- タモリ『新・新今夜は最高!』 （日本テレビ、（1983年12月）
- タモリ『新・新今夜は最高! part 2』 < ISBN 9-8400-4392-7>（日本テレビ、1984年2月）
- タモリ『タレント狂殺人事件』、作品社・徳間書店、1983年11月。(ISBN 4878938013)
- タモリ『タモリのおじさんは怒ってるんだぞ!』、徳間書店、1984年。(ISBN 4-19-502931-7)
- タモリ『タモリのこれが世界の珍商売!!』、笠倉出版社・フジテレビジョン、1984年。
- タモリ『タモリのTOKYO坂道美学入門』、講談社、2004年10月、2011年10月（新訂版）。(ISBN 4063527239)
- タモリ『お江戸・東京 坂タモリ 港区編』、ART NEXT 2022年10月。（ISBN 978-4-910825-05-2）※山野勝（日本坂道学会会長）監修。

過去に交友社より雑誌『鉄道ファン』への登場依頼があったが、スケジュールの関係で実現できなかった。
- 空飛ぶかくし芸（1977年11月、住宅新報社）
- 空飛ぶ冷やし中華part2（全冷中編）1978年5月、住宅新報社
- タモリ、松岡正剛『プラネタリー・ブックス16 愛の傾向と対策』、工作舎、1980年。
- 超時間対談 (ISBN 4-0875-0847-1)（1981年7月、集英社）
- ブリタモリ編纂委員会（タモリ、赤塚不二夫 他）『現代用語辞典 ブリタモリ』、講談社、1982年。(ISBN 4-061-41363-5)
- 定本ハナモゲラの研究（赤塚不二夫・山下洋輔・筒井康隆・赤瀬川原平・奥成達、講談社、1979年2月）
- 言語学のたのしみ（タモリの言語学） (ISBN 4-4692-1079-X)（1980年2月、大修館書店）
- タモリ、松岡正剛『コトバ・インターフェース』、ダイワアート、1985年。
- SONOSONO (ISBN 4-0635-2723-9)（滝大作・赤塚不二夫・高平哲郎、山手書房）
- タモリ、笑福亭鶴瓶『タモリ鶴瓶のおぼえてるでェ!』、フジテレビ出版、1987年。(ISBN 4-594-00180-7)
- タモリの、ダウンタウンも世紀末クイズ それ絶対やってみよう2（1991年、扶桑社）ISBN 4594008542
- タモリ・ウッチャンナンチャンのダウンタウンもみんないっしょに世紀末クイズ それ絶対やってみよう3（1992年、扶桑社）ISBN 4594009255
- タモリ+イースト・クイズ班編『クイズ!タモリの音楽は世界だ!』、マガジンハウス、1993年。(ISBN 4-8387-0313-9)
- 赤塚不二夫、タモリ『赤塚不二夫とタモリの西サモアに行ってこれでいいのだ』、コミックス、1994年。(ISBN 4-06-313704-X)
- 山野勝（日本坂道学会会長）『大江戸坂道探訪 東京の坂にひそむ歴史の謎と不思議に迫る』、朝日新聞出版（朝日文庫）、2014年6月。（ISBN 978-4-02-261796-5）※タモリ（日本坂道学会副会長）による推薦コメントと解説文を収録。

- 家庭画報編『タモリと賢女・美女・烈女』、世界文化社、1982年。
- 武市好古編『ぴーぷる最前線 タモリ』、福武書店、1983年。(ISBN 4-8288-0314-9)
- 赤塚不二夫の人生これでいいのだ(ISBN 4-5370-2534-4)、日本文芸社（1996年10月）
- 『赤塚不二夫対談集 これでいいのだ。』2008年、(ISBN 978-4840126250)
- 樋口毅宏 『タモリ論』 新潮新書、2013年 (ISBN 978-4106105272)
- 『文藝別冊 タモリ 芸能史上、永遠に謎の人物』 河出書房新社、2014年 (ISBN 978-4309978161)
- 『タモリ読本 語っていいとも!』 洋泉社MOOK、2014年 (ISBN 978-4800303325)

笑っていいとも!
- フジテレビ編『タモリの笑っていいとも! :世界にひろげよう友だちの輪ッ. part 1』、サンケイ出版、1983年。(ISBN 4-383-02256-1)
- フジテレビ編『タモリの笑っていいとも! :世界にひろげよう友だちの輪ッ. part 2』、サンケイ出版、1983年。(ISBN 4-383-02272-3)
- フジテレビ編『タモリの笑っていいとも! :世界にひろげよう友だちの輪ッ. part 3』、サンケイ出版、1983年。(ISBN 4-383-02287-1)
- フジテレビ編『タモリの笑っていいとも! :世界にひろげよう友だちの輪ッ. part 4』、サンケイ出版、1984年。(ISBN 4-383-02311-8)
- フジテレビ編『タモリの笑っていいとも! :世界にひろげよう友だちの輪ッ. part 5』、サンケイ出版、1984年。(ISBN 4-383-02320-7)
- フジテレビ編『タモリの笑っていいとも! :世界にひろげよう友だちの輪ッ. part 6』、サンケイ出版、1984年。(ISBN 4-383-02332-0)
- 世紀末ゲーム-爆笑!オールスタータモリンピック（フジテレビ出版、ISBN 4594-010806、1992年11月）
- 笑っていいとも!編『タモリの世紀末伝説 :関根くん家とマチャミん家のおかしな人々』
フジテレビ出版、1993年。(ISBN 4-594-01321-X)
- 笑っていいとも!あー（学研、ISBN 4054009336、1997年11月）
- LOVE LETTERS-すばらしいラブレターの世界（ワニブックス、ISBN 4847032691、1997年12月）
- 秘密のつながりグランプリ（興陽館、ISBN 4877231285、1998年12月）
- 森田一義アワー 笑っていいとも! インスタントイングリッシュ〜おばちゃん海外輸出計画〜
（フジテレビ出版、扶桑社出版、ISBN 4-594-02711-3、1999年5月30日）
- 森田一義アワー 笑っていいとも!「Mr.ビジョアル」写真集(ISBN 4-8342-5203-5)（集英社、1999年6月）
- 科学実験で笑っていいとも!（学研（学研M文庫）、ISBN 405902015X、2000年11月）
- 森田一義アワー 笑っていいとも! 曜日対抗いいとも選手権!!BESTゲーム集88
（河出書房新社、ISBN 4309265960、2002年10月20日）
- 目指せ!達筆王〜すぐに上達する132のコツ〜（扶桑社、ISBN 4594051138、2006年3月23日）
- 私服だらけの『中居正広増刊号』〜輝いて〜（扶桑社刊、ISBN 9784594060183、2009年8月18日）

タモリ倶楽部
- 夜の英会話：タモリ倶楽部（男と女）(ISBN 4-8813-1101-8)（1987年12月）
- 窪田ひろ子『「タモリ倶楽部」夜の英会話 :夜だけでなく、昼間も役に立つ!』、全国朝日放送、1988年。(ISBN 4-88131-086-0)
- タモリ倶楽部 東京トワイライトゾーン（日之出出版、久住昌之・滝本淳助 ISBN 4-89198-073-7、1989年1月）

タモリのボキャブラ天国
- タモリのボキャブラ天国（発行：フジテレビ出版、発売：扶桑社、ISBN 4-594-01186-1）
1993年7月10日初版第1刷発行
- タモリのSuperボキャブラ天国
1994年初版第1刷発行
- タモリのスーパーボキャブラ天国 お・と・なスペシャル版（発行：フジテレビ出版、発売：扶桑社、ISBN 4-594-01638-3）
1995年1月10日初版第1刷発行
- タモリのスーパーボキャブラ天国・2（発行：フジテレビ出版、発売：扶桑社、ISBN 4-594-01728-2）
1995年4月30日初版第1刷発行
- 黄金ボキャブラ天国（発行：フジテレビ出版、発売：扶桑社、ISBN 4-59402-429-7）
1998年1月30日初版第1刷発行
- フジテレビ「タモリのボキャブラ天国」編『タモリのボキャブラ天国 :フジテレビオフィシャル』
フジテレビ出版、1993年。(ISBN 4-594-01186-1)
- フジテレビ「タモリのスーパーボキャブラ天国」編『タモリのスーパーボキャブラ天国 :フジテレビオフィシャル』
フジテレビ出版、1994年。(ISBN 4-594-01494-1)
- フジテレビ「タモリのスーパーボキャブラ天国」編『タモリのスーパーボキャブラ天国 :お・と・なスペシャル版』
フジテレビ出版、1995年。(ISBN 4-594-01638-3)

タモリのジャポニカロゴス
- タモリのジャポニカロゴス国語辞典編集部編『タモリのジャポニカロゴス国語辞典』、フジテレビ出版、2006年。(ISBN 4-594-05174-X)
- タモリのジャポニカロゴス国語辞典編集部編『タモリのジャポニカロゴス国語辞典第二版』、扶桑社出版、2007年。:(ISBN 978-4-594-05493-9)

トリビアの泉〜素晴らしきムダ知識〜
- 『トリビアの泉 〜素晴らしきムダ知識〜 へぇの本』 第1巻から第19巻 - 講談社 / フジテレビ 〜トリビア普及委員会〜
  - 『トリビアの泉 〜素晴らしきムダ知識〜 へぇの本 1』（ISBN 4-06-352702-6） 2003年6月25日発行
  - 『トリビアの泉 〜素晴らしきムダ知識〜 へぇの本 2』（ISBN 4-06-352703-4） 2003年6月25日発行
  - 『トリビアの泉 〜素晴らしきムダ知識〜 へぇの本 3』（ISBN 4-06-352704-2） 2003年9月3日発行
  - 『トリビアの泉 〜素晴らしきムダ知識〜 へぇの本 4』（ISBN 4-06-352710-7） 2004年3月24日発行
  - 『トリビアの泉 〜素晴らしきムダ知識〜 へぇの本 5』（ISBN 4-06-352717-4） 2004年7月17日発行
  - 『トリビアの泉 〜素晴らしきムダ知識〜 へぇの本 6』（ISBN 4-06-352702-6） 2003年6月25日発行
  - 『トリビアの泉 〜素晴らしきムダ知識〜 へぇの本 7』（ISBN 4-06-352706-9） 2003年11月7日発行
  - 『トリビアの泉 〜素晴らしきムダ知識〜 へぇの本 8』（ISBN 4-06-352718-2） 2004年8月8日発行
  - 『トリビアの泉 〜素晴らしきムダ知識〜 へぇの本 9』（ISBN 4-06-352729-8） 2004年12月15日発行
  - 『トリビアの泉 〜素晴らしきムダ知識〜 へぇの本 10』（ISBN 4-06-352728-X） 2004年12月15日発行
  - 『トリビアの泉 〜素晴らしきムダ知識〜 へぇの本 11』（ISBN 4-06-352733-6） 2005年4月27日発行
  - 『トリビアの泉 〜素晴らしきムダ知識〜 へぇの本 12』（ISBN 4-06-352734-4） 2005年4月27日発行
  - 『トリビアの泉 〜素晴らしきムダ知識〜 へぇの本 13』（ISBN 4-06-352738-7） 2005年11月9日発行
  - 『トリビアの泉 〜素晴らしきムダ知識〜 へぇの本 14』（ISBN 4-06-352739-5） 2005年11月9日発行
  - 『トリビアの泉 〜素晴らしきムダ知識〜 へぇの本 15』（ISBN 4-06-352743-3） 2006年4月19日発行
  - 『トリビアの泉 〜素晴らしきムダ知識〜 へぇの本 16』（ISBN 4-06-352744-1） 2006年4月19日発行
  - 『トリビアの泉 〜素晴らしきムダ知識〜 へぇの本 17』（ISBN 4-06-352745-X） 2006年9月27日発行
  - 『トリビアの泉 〜素晴らしきムダ知識〜 へぇの本 18』（ISBN 4-06-352746-8） 2006年9月27日発行
  - 『トリビアの泉 〜素晴らしきムダ知識〜 へぇの本 19』（ISBN 978-4-06-352747-6） 2007年1月25日発行

- 『金のへぇ〜トリビアの泉 金の脳だけセレクション〜』（講談社、ISBN 9784063527483）

ゲーム
- 「森田一義アワー 笑っていいとも!ボードゲーム」（1985年）
- 「森田一義アワー 笑っていいとも!タモリンピック」 スーパーファミコン専用ゲームソフト（1994年、アテナ）
- 「タモリのSuperボキャブラ天国 CARD GAME ヤングアダルト向カルタ的 豪華美麗カードゲーム」
（発売元：タカラ、販売元：セントラルホビー）

## 演じた俳優
- 瀧川英次 -『バカボンのパパよりバカなパパ』（2018年、NHK総合）